# Ecuador
Ecuador ([eku̯aˈdoːɐ̯], deutsch auch Ekuador; auf Kichwa Ecuador Mamallakta, spanisch República del Ecuador) ist eine Republik im Nordwesten Südamerikas zwischen Kolumbien und Peru und hat etwa 18 Millionen Einwohner. Die im Andenhochland (Sierra) auf 2850 m gelegene Hauptstadt heißt Quito; die größte Stadt Guayaquil liegt in der Pazifikküsten-Ebene (genannt Costa). Das Land ist nach der Äquatorlinie benannt, die durch den nördlichen Teil des Staatsgebiets verläuft. Die zu Ecuador gehörenden Galápagos-Inseln befinden sich zwischen 928 km und 1272 km westlich der Küste im Pazifik.
Mit der Befriedung des Bürgerkrieges in Kolumbien entwickelte sich seit Anfang der 2020er Jahre Ecuador zu dem Land mit der stärksten organisierten Kriminalität, Gewalt und Morden in Lateinamerika.

## Geographie
Ecuador liegt im Nordwesten von Südamerika und ist geographisch, topographisch, klimatisch und ethnisch eines der vielfältigsten Länder der Erde. Ecuador grenzt an Kolumbien (590 km), an Peru (1420 km) und an den Pazifischen Ozean. Die gesamte Länge der Landesgrenzen beträgt 2010 Kilometer. Die Landesfläche ist mit 283.561 km² etwas größer als die von Großbritannien (244.140 km²). Das vom Äquator durchquerte Land lässt sich in vier völlig unterschiedliche geographische Zonen aufteilen:
- der westliche Küstenbereich (Costa) besteht aus Schwemmland und einem niedrigen Küstengebirge und wird durch den Río Guayas dominiert
- die zentrale Andenregion (Sierra) umfasst zwei von starkem Vulkanismus geprägte Gebirgsketten und das Hochtal dazwischen
- das östliche Amazonas-Tiefland (Oriente) beginnt an den Osthängen der Anden und umfasst das dünn besiedelte Amazonasbecken
- die Galapagosinseln liegen 1000 km vor der Küste im Pazifik.

### Costa
Die Costa (Küste) ist der westliche Teil Ecuadors mit rund 80.000 km² Fläche. Auf diesem gut einem Viertel der Landesfläche leben etwa die Hälfte der Ecuadorianer. Die Costa besteht aus fruchtbaren Schwemmebenen und welligen Hügellandschaften von etwa 500 km Länge und bis zu 200 km Breite. Durch die Costa verläuft das bis zu 800 m hohe Küstengebirge Cordillera Costanera, das in der Provinz Guayas in den Gebirgszug Cordillera Chongón Colonche übergeht. Die südliche Costa wird durch das Flusssystem des 60 km langen Río Guayas und dessen Zuflüsse Río Babahoyo und Río Daule geprägt, das mit mehr als 36.000 km² größte Wassereinzugssystem der südamerikanischen Pazifikküste.
Das Delta des Río Guayas bildet den größten natürlichen Hafen an Südamerikas Westküste. Die jährliche Abflussmenge des Guayas beträgt mehr als 36 Milliarden Kubikmeter. Weiter nördlich fließen der Río Esmeraldas, der Río Cayapas und der Río Chone in Richtung Pazifik sowie ganz im Süden der Río Jubones. Klimatisch lässt sich die Costa in zwei Regionen einteilen, deren Grenze etwa bei Manta verläuft: den tropisch-feuchten Norden und den semiariden Süden. Grund für die Teilung ist der antarktische Humboldtstrom, der bei etwa 1 Grad südlicher Breite von der südamerikanischen Küste nach Westen in den Pazifik umlenkt.

### Sierra
Die andine Region des Landes heißt Sierra (Gebirge) und ist mehr als 80.000 km² groß. In der Vergangenheit war sie die bevölkerungsreichste Region, heute leben hier 38 % der Ecuadorianer. Die Sierra besteht aus den beiden Gebirgszügen Cordillera Occidental und Cordillera Central (auch: Cordillera Oriental und selten Cordillera Real) sowie dem dazwischen liegenden Hochtal (manchmal altiplano genannt). Die Cordillera Occidental ist generell niedriger, beheimatet aber den mit 6263 m höchsten Berg Ecuadors, den Chimborazo. Der höchste Berg der Cordillera Central ist der fast 5900 m hohe Cotopaxi. Das Hochtal befindet sich auf 1800 bis 3200 m Höhe und ist etwa 500 km lang sowie 20–30 km breit und beheimatet eine Reihe mittelhoher interandiner Berge. Aufgrund des regen Vulkanismus nannte Alexander von Humboldt das Tal „Straße der Vulkane“. Das Hochtal ist durch Bergriegel (nudos) in acht Talkessel (cuencas oder hoyas) unterteilt; andere Autoren zählen bis zu zwölf solcher Kessel.
Mit Ausnahme von Guaranda liegen alle größeren Städte der Region in solchen Talkesseln. Die cuencas sind nach Flüssen und Orten benannt, nämlich (von Nord nach Süd) dem Río Chota (siehe Chota-Tal), dem Guayllabamba, dem Río Pastaza, dem Río Paute, dem Río Chimbo, dem Ort Girón (bzw. dem Ort und Fluss Río Yunguilla) und dem Río Catamayo. Im Guayllabamba-Becken liegt Quito, die am höchsten gelegene Hauptstadt der Welt (vor Sucre in Bolivien). Im Süden Ecuadors sind die zwei Kordilleren weniger eindeutig zu unterscheiden als im Zentrum und im Norden.

### Oriente
Im Osten des Landes, dem Oriente (Osten), liegen die Regenwälder des Amazonasbeckens. Die Region ist fast 100.000 km² groß, aber nur äußerst dünn besiedelt. Infolge des 1941/42 verlorenen Krieges gegen Peru musste Ecuador ein 200.000 km² großes Amazonasgebiet (40 % der damaligen Landesfläche) an das südliche Nachbarland abtreten und verlor den Zugang zum Amazonas, allerdings stand dieses Gebiet zuvor niemals unter effektivem staatlichem Einfluss.
Der Oriente lässt sich unterteilen in die dicht bewaldeten Ausläufer der Anden mit den drei Vulkanen Sumaco, Pan de Azúcar und Reventador der Subkordillere Galeras-Napo sowie in die tiefer gelegene (unter 400 m) und flache Amazonasebene. Alle Flüsse des Oriente sind Zuflüsse des Amazonas. Die wichtigsten von ihnen sind der 850 km lange Napo, der Coca, der Pastaza, der Grenzfluss zu Kolumbien Putumayo und der Aguarico. Bei Agoyán bildet der Pastaza den mit 60 Meter Fallhöhe größten Wasserfall Ecuadors. Das Klima der Region ist feucht-heißes tropisches Klima.

### Galápagos
Die ca. 1000 km vom Festland entfernt im Pazifik gelegenen Galapagosinseln, die offiziell Archipiélago de Colón heißen, bilden die vierte geographische Zone Ecuadors. Ähnlich wie Hawaii sind die Inseln geologisch sehr jung (zwischen 700.000 und 3 Millionen Jahren) und ozeanisch-vulkanischen Ursprungs. Das heißt, sie hatten niemals in ihrer Geschichte Kontakt zum Festland. Die Gesamtfläche der auf 320 km verstreuten Inselgruppe beträgt mehr als 8000 km², von denen über die Hälfte auf die Hauptinsel Isabela entfällt. Im Nordteil der Inseln, genau auf dem Äquator, liegt mit dem Vulkan Wolf (1707 m) auch die höchste Erhebung der Galápagos-Inseln.

### Klima
Das Klima Ecuadors ist sehr vielfältig. Geprägt wird das Klima zum einen durch starke regionale Temperaturunterschiede aufgrund unterschiedlicher Höhenlagen (0 bis über 6000 m). Zum anderen sind die Niederschlagsmengen äußerst unterschiedlich, bedingt durch Unterschiede in der Topographie sowie durch den Humboldtstrom. Aufgrund der Äquatornähe ist die Temperaturverteilung über das Jahr relativ gleichmäßig. Besonders in der Sierra gibt es ausgeprägte Tages-Nacht-Temperaturschwankungen.
Die klimatischen Unterschiede sind selbst innerhalb kurzer Entfernungen deutlich. So ist der Norden der Stadt Quito wesentlich wärmer und trockener als der Süden. Auch ist der Gipfel des Illiniza Sur vergletschert, während der benachbarte und praktisch gleich hohe Illiniza Norte meistens schneefrei ist. Entlang des Höhenprofils wird in Ecuador zwischen Tierra Caliente (bis 1000 m), Tierra Templada (bis 2000 m), Tierra Fría (bis 3000 m), Tierra Helada (bis 4800 m) und Tierra Nevada (darüber) unterschieden. Innerhalb der ersten drei dieser Höhensektoren (bis 3000 m) unterscheidet sich das Klima durch sehr unterschiedliche Niederschlagsmengen, darüber sind alle Regionen niederschlagsreich.
In der nördlichen Küstenregion mit tropischem Monsunklima gibt es eine ausgeprägte Regenzeit von Januar bis Mai. Im Andenhochland gibt es keine ausgeprägte Regenzeit, allerdings gelten die Monate von November bis Mai als die regenreicheren. Die Regenzeiten werden, trotz im Mittel leicht überdurchschnittlicher Temperatur, „Winter“ und die Trockenzeiten „Sommer“ genannt.
Im südlichen Küstenstreifen sind Niederschlagsmengen von weniger als 250 mm pro Jahr vorzufinden. An den Andenwesthängen der Costa kommen bis zu 5000 mm, an den Osthängen des Oriente sogar bis über 6000 mm Niederschlag vor. In der Sierra bekommen die Talkessel lediglich 250–500 mm Niederschlag im Jahr, während Höhenlagen oft auf über 2000 mm kommen. Außer in extremen Höhen über 4800 m fällt der Niederschlag praktisch immer als Regen oder Hagel.

### Berge, Vulkanismus und Erdbeben
| Gipfel        | Höhe   | Gebirge               | Region  | Provinz         |
| ------------- | ------ | --------------------- | ------- | --------------- |
| Chimborazo    | 6310 m | Cordillera Occidental | Sierra  | Chimborazo      |
| Cotopaxi      | 5897 m | Cordillera Central    | Sierra  | Cotopaxi        |
| Cayambe       | 5790 m | Cordillera Central    | Sierra  | Pichincha       |
| Antisana      | 5758 m | Cordillera Central    | Sierra  | Napo            |
| El Altar      | 5319 m | Cordillera Central    | Sierra  | Chimborazo      |
| Iliniza Sur   | 5263 m | Cordillera Occidental | Sierra  | Cotopaxi        |
| Sangay        | 5230 m | Cordillera Central    | Oriente | Morona Santiago |
| Iliniza Norte | 5116 m | Cordillera Occidental | Sierra  | Pichincha       |
| Tungurahua    | 5023 m | Cordillera Central    | Sierra  | Tungurahua      |
| Carihuairazo  | 5018 m | Cordillera Occidental | Sierra  | Tungurahua      |
| Reventador    | 3562 m | Cordillera Real       | Oriente | Sucumbíos       |

Die Anden sind durch den Zusammenprall zweier tektonischer Platten entstanden. Die Nazca-Platte schiebt sich von Kolumbien bis nach Patagonien mit etwa neun Zentimeter pro Jahr ostwärts, während die Südamerikanische Platte mit fünf Zentimeter im Jahr nach Westen wandert und sich über die Nazca-Platte schiebt. Die gesamte Andenkordillere ist als Subduktionszone Teil des Pazifischen Feuerrings, deshalb gibt es in Ecuador eine große Zahl aktiver und erloschener Vulkane. Insgesamt wurden 55 Vulkane gezählt, davon werden 18 als aktiv eingestuft.
Der einzige noch aktive Vulkan der Cordillera Occidental ist der 4778 Meter hohe Guagua Pichincha östlich von Quito. Cotopaxi, Tungurahua und Sangay sind die aktiven Vulkane der Cordillera Central. Momentan werden elf Vulkane Ecuadors aktiv überwacht, davon sind der Cotopaxi, der Guagua Pichincha und der Tungurahua als gefährlich eingestuft.
Aufgrund der Subduktion der Nazca-Platte unter die Südamerikanische Platte gehört Ecuador zu den Ländern mit der größten Erdbebengefahr. Das bisher stärkste Erdbeben ereignete sich im Jahr 1906 und erreichte eine Stärke von 8,3 (nach anderen Angaben sogar 8,8) und forderte rund 1000 Todesopfer. Aufgrund der Subduktionszone wird bei Erdbeben häufig der Meeresboden angehoben, daher besteht auch die Gefahr von Tsunamis. Bei einem landesweit spürbaren Erdbeben in der Nacht zum 17. April 2016 mit der Stärke 7,8 auf der Momenten-Magnituden-Skala starben mindestens 659 Menschen.

### Umwelt- und Naturschutz

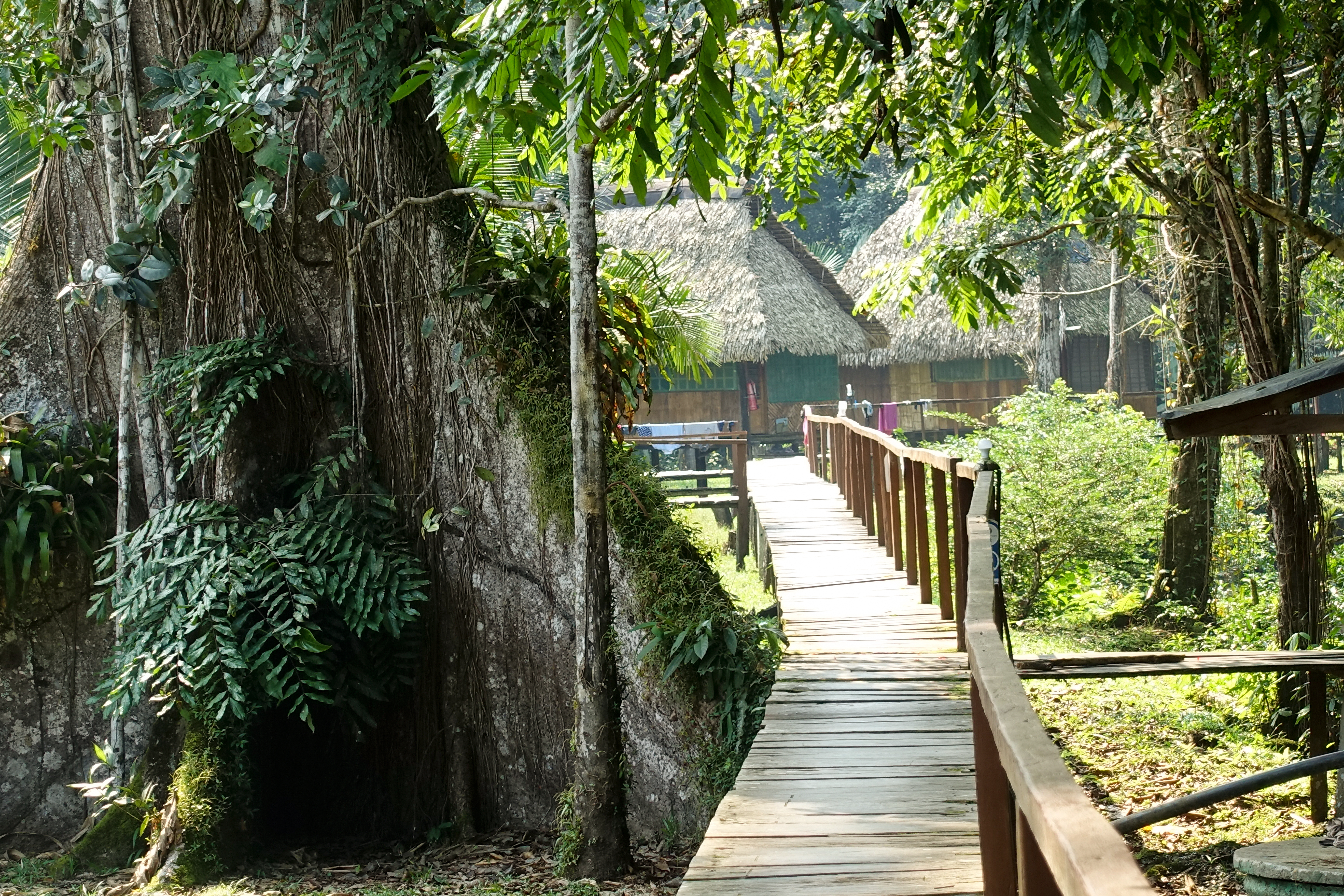
Touristen-Lodges in den Regenwald-Schutzgebieten sind ein Milliardengeschäft. Der Naturtourismus kann große Gebiete vor der Zerstörung bewahren, hat jedoch auch etliche schädliche „Nebenwirkungen“ für die Ökologie

Als Land mit großen Flächen tropischen Regenwaldes, durchzogen von den zwei weltweit bedeutenden Biodiversitäts-Hotspots Tumbes-Chocó-Magdalena und Tropical Andes – der im zweit-artenreichsten Megadiversitätszentrum der Erde liegt – und mit einer der höchsten Abholzungsraten steht Ecuador im Fokus globaler Umweltschutzinteressen. Obwohl der politische Wille zum Schutz der Biosphäre durchaus erkennbar ist, fehlt es wie den meisten Ländern des globalen Südens an den finanziellen Mitteln und wirksamen Methoden, solche Ziele effektiv umzusetzen. Daher wurde in der Vergangenheit meist den wirtschaftlichen Interessen der Vorrang gegeben, wenn es zu Konflikten zwischen Naturschutz und wirtschaftlicher Nutzung kam.
So kam es unter anderem zur Ölkatastrophe im nördlichen Amazonastiefland Ecuadors, da insbesondere der Erdölkonzern Texaco (heute Chevron Corporation) keine ausreichenden Vorkehrungen zum Schutz der Umwelt traf und weitgehend unbehelligt von staatlichen Organen arbeitete. Es kam zu einer erheblichen Verseuchung von Böden und Gewässern, die bis heute schwere Folgen für die Umwelt und die Gesundheit der örtlichen Bevölkerung verursachten.
Seit 2000 betreibt Ecuador die Ausbeutung der Bodenschätze in der südöstlichen Regenwald-Provinz Morona-Santiago, in der es trotz riesiger schutzwürdiger Flächen primärer Regenwälder bislang keine größeren Schutzgebiete gibt. Die Eingriffe in die Natur riefen den Widerstand der indigenen Bevölkerungsgruppen hervor, zu nennen ist hier insbesondere die Widerstandsbewegung der Shuar, die 2016 eskalierte. Auf die Klärungsversuche des indigenen Dachverbandes CONFENIAE und der Umweltorganisation Acción Ecológica ging die Regierung nicht ein. Der Konflikt ist bislang ungelöst; weitere großräumige Eingriffe in den Naturhaushalt sind zu befürchten.

### Tier- und Pflanzenwelt
Ecuador gilt als das artenreichste Land der Erde. Im Verhältnis zur Landesgröße existieren überdurchschnittlich viele Arten. Grund dafür sind die geologischen Gegebenheiten und die Meeresströmungen. Die Anden trennen das Land in verschiedene Faunenzonen. Zusammen mit Kolumbien ist Ecuador das einzige Land in Südamerika, das auch tropischen Regenwald an der Pazifikküste besitzt, die pazifischen Wälder gehören zur Faunenregion des Chocò, dessen Zentrum in Kolumbien liegt. Pflanzen und Tiere im Chocò unterscheiden sich grundlegend von denen der amazonischen Region. So findet sich der große mittelamerikanische oder Bairds-Tapir (bis 300 kg) nur auf der Pazifikseite der Anden. Auch sonst ist Fauna und Flora im Chocò mehr mit Mittelamerika verwandt, weniger mit Amazonien. Bei den Schlangen findet sich z. B. die Greifschwanz-Lanzenotter (Bothriechis schlegelii) nur auf der Pazifikseite. Oberhalb der Wälder findet sich in den Bergen eine spezielle Zone, die sich Páramo nennt. Deren Charakterpflanze sind Riesen-Kreuzkräuter (Espeletia), die lokal „Frailejones“ genannt werden. Diese Pflanze hat einen palmenartigen Wuchs und wird bis zu 4 Meter hoch. Im Páramo kann es schneien und in der Nacht fallen die Temperaturen immer unter null Grad, bei warmem Wetter steigen die Temperaturen tagsüber auf 15 Grad. Es ist die Heimat des seltenen Bergtapirs (Tapirus pinchaque), dessen Weltbestand unter 1000 Individuen gefallen sein soll; er ist damit seltener als der chinesische Pandabär. Der Bergtapir ist das „Flaggschiff“ des Naturschutzes im kontinentalen Ecuador. Daneben finden sich Kondore, Pumas und Brillenbären. Vom Kondor, dem nach dem Albatros zweitgrößten flugfähigen Vogel der Erde, sollen noch an die 100 Exemplare in Ecuador leben. In den tiefen Andentälern und in südlichen Küstenprovinzen findet sich Dornbusch und Trockenvegetation. Typische Tiere dieser Zonen sind Nasenbär, Ozelot und Hirsche. Die Fauna und Flora im Oriente, dem amazonischen Teil Ecuadors, unterscheidet sich nicht grundsätzlich von den Lebewesen in den Urwäldern Perus und Brasiliens. Dort findet sich als dritte Tapirart der Flachland-Tapir. Es sollen noch an die 100 Jaguare existieren, und in den Flüssen finden sich Süßwasser-Delfine. Das seltene Riesen-Gürteltier wird von den indigenen Urwaldbewohnern gejagt, deren Hauptbeute sind allerdings die größeren Affen, wie Brüll- und Klammeraffe.
Die Tierwelt der Galapagos-Inseln ist dagegen artenarm (ein typisches Insel-Phänomen), jedoch ausgesprochen reich an nur dort vorkommenden Arten. Dagegen sind die Individuenzahlen der wenigen Arten hoch. Meerechsen, Landleguane und Riesenschildkröten finden sich auf manchen Inseln in kopfstarken Populationen.

### Biosphärenreservate
Die UNESCO hat folgende Gebiete Ecuadors zu Biosphärenreservaten erklärt:
- die Galapagosinseln, im Pazifischen Ozean ca. 65.000 ha (1984)
- Yasuní im östlichen Oriente, ca. 980.000 ha (1989)
- Sumaco, im westlichen Oriente nördlich von Tena, ca. 205.000 ha (2000)
- Podocarpus-El Condor, südlich von Loja (2007)
- Macizo del Cajas, westlich von Cuenca, 44.156 ha (2013)
- Bosque Seco 2014 (2014, seit 2017 Teil des grenzüberschreitenden Biosphärenreservates Bosques de Paz mit Peru)
- Chocó Andino de Pichincha nordwestlich von Quito (2018)

### Nationalparks
In Ecuador gibt es 14 Nationalparks:
- Nationalpark Antisana
- Nationalpark Cayambe Coca
- Nationalpark Cajas westlich von Cuenca
- Nationalpark Cotacachi Cayapas
- Nationalpark Cotopaxi in der Provinz Cotopaxi östlich von Machachi
- Nationalpark Galápagos
- Nationalpark Llanganates zwischen Ambato und Tena
- Nationalpark Machalilla in Manabí bei Puerto López
- Nationalpark Podocarpus südlich von Loja
- Nationalpark Río Negro – Sopladora
- Nationalpark Sangay östlich von Riobamba
- Nationalpark Sumaco Napo-Galeras
- Nationalpark Yacurí an der Südwestgrenze Ecuadors
- Nationalpark Yasuní an der Ostgrenze Ecuadors

### Weitere Schutzgebiete
Meeresregion
- Reserva Marina Galápagos

Küstenregion
- Reserva Ecológica Arenillas

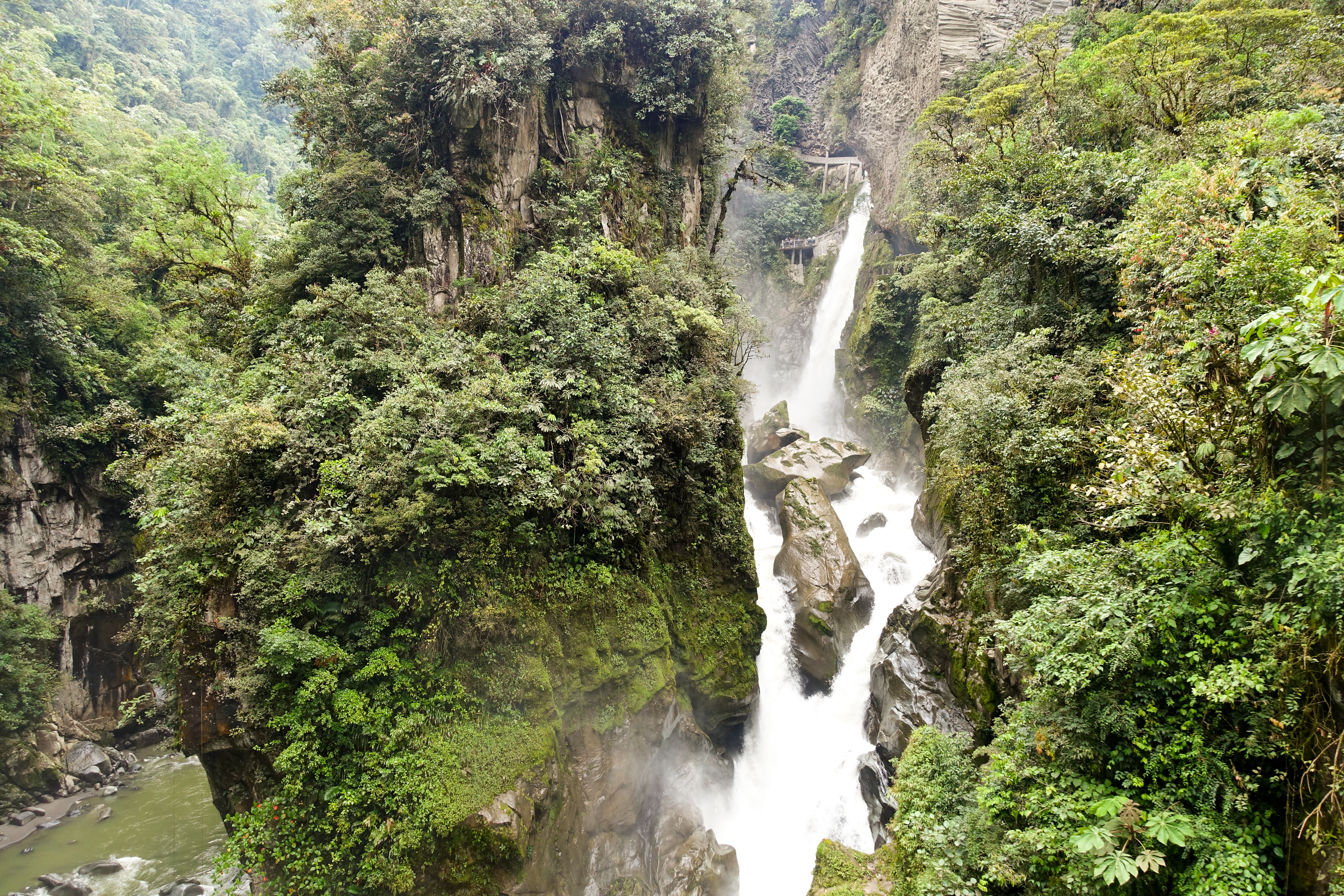
Die Zugänge zu den zahlreichen Wasserfällen des Landes gehören häufig Privatleuten, die damit ihr Geld verdienen (hier: Pailón del Diablo)

- Refugio de Vida Silvestre El Pambilar
- Reserva Marina El Pelado
- Reserva Marina Galera San Francisco
- Reserva Marina Isla Santa Clara
- Refugio de Vida Silvestre Isla Corazón y Fragatas
- Área Nacional de Recreación Isla Santay
- Refugio de Vida Silvestre La Chiquita
- Reserva Ecológica Mache Chindul
- Reserva Ecológica Manglares Cayapas Mataje
- Reserva Ecológica Manglares Churute
- Refugio de Vida Silvestre Manglares El Morro
- Reserva de Producción de Fauna Manglares El Salado
- Refugio de Vida Silvestre Manglares Estuario Río Esmeraldas
- Refugio de Vida Silvestre Manglares Estuario Río Muisne
- Refugio de Vida Silvestre Marino Costero Pacoche
- Área Nacional de Recreación Parque Lago
- Área Nacional de Recreación Playas Villamil
- Reserva de Producción de Fauna Marino Costera Puntilla de Santa Elena
- Área Nacional de Recreación Samanes

Gebirgsregion
- Reserva de Producción de Fauna Chimborazo
- Reserva Biológica Colonso Chalupas
- Reserva Ecológica El Ángel
- Área Nacional de Recreación El Boliche
- Reserva Ecológica Los Ilinizas
- Bosque Protector Mindo Nambillo
- Refugio de Vida Silvestre Pasochoa
- Reserva Geobotánica Pululahua
- Bosque Petrificado de Puyango
- Área Nacional de Recreación Quimsacocha

Amazonasregion
- Reserva Biológica Cerro Plateado
- Reserva Ecológica Cofán Bermejo
- Reserva de Producción de Fauna Cuyabeno
- Reserva Biológica El Cóndor
- Reserva Biológica El Quimi
- Refugio de Vida Silvestre El Zarza
- Reserva Biológica Limoncocha
- Área Ecológica de Conservación Municipal Siete Iglesias

### Verwaltungsgliederung
Zur Verwaltung des Staates gibt es eine Aufteilung in
- Provinzen (provincias),
- Kantone (cantones) und
- Parroquias (parroquias), Verwaltungseinheiten unterhalb eines Kantons.

Ecuador besteht aus insgesamt 24 Provinzen. Diese sind:

#### Amazonien(Oriente)
| Name             | Hauptstadt                   | Einwohner 2022 | Fläche [km²] | Bev.-Dichte [Ew./km²] | Gründung |
| ---------------- | ---------------------------- | -------------- | ------------ | --------------------- | -------- |
| Morona Santiago  | Macas                        | 192.508        | 24.004       | 8                     | 1953     |
| Napo             | Tena                         | 131.675        | 12.542       | 10                    | 1959     |
| Orellana         | Puerto Francisco de Orellana | 182.166        | 21.729       | 8                     | 1998     |
| Pastaza          | Puyo                         | 111.915        | 29.647       | 4                     | 1959     |
| Sucumbíos        | Nueva Loja                   | 199.014        | 18.098       | 11                    | 1989     |
| Zamora Chinchipe | Zamora                       | 110.973        | 10.565       | 11                    | 1953     |

#### Andenhochland(Sierra)
| Name                           | Hauptstadt                     | Einwohner 2022 | Fläche [km²] | Bev.-Dichte [Ew./km²] | Gründung |
| ------------------------------ | ------------------------------ | -------------- | ------------ | --------------------- | -------- |
| Azuay                          | Cuenca                         | 801.609        | 8.173        | 98                    | 1824     |
| Bolívar                        | Guaranda                       | 199.078        | 3.957        | 50                    | 1884     |
| Cañar                          | Azogues                        | 227.578        | 3.647        | 62                    | 1880     |
| Carchi                         | Tulcán                         | 172.828        | 3.783        | 46                    | 1880     |
| Cotopaxi                       | Latacunga                      | 470.210        | 6.188        | 76                    | 1851     |
| Chimborazo                     | Riobamba                       | 471.933        | 6.116        | 77                    | 1824     |
| Imbabura                       | Ibarra                         | 469.879        | 4.791        | 98                    | 1824     |
| Loja                           | Loja                           | 485.421        | 11.064       | 44                    | 1824     |
| Pichincha                      | Quito                          | 3.089.473      | 9.453        | 327                   | 1824     |
| Santo Domingo de los Tsáchilas | Santo Domingo de los Colorados | 492.969        | 3.780        | 130                   | 2007     |
| Tungurahua                     | Ambato                         | 563.532        | 3.386        | 166                   | 1860     |

#### Küste(Costa)
| Name        | Hauptstadt              | Einwohner 2022 | Fläche [km²] | Bev.-Dichte [Ew./km²] | Gründung |
| ----------- | ----------------------- | -------------- | ------------ | --------------------- | -------- |
| El Oro      | Machala                 | 714.592        | 5.870        | 122                   | 1884     |
| Esmeraldas  | Esmeraldas              | 553.900        | 15.836       | 35                    | 1847     |
| Guayas      | Guayaquil               | 4.391.923      | 15.900       | 276                   | 1824     |
| Los Ríos    | Babahoyo                | 898.652        | 7.238        | 124                   | 1860     |
| Manabí      | Portoviejo              | 1.592.840      | 19.517       | 82                    | 1824     |
| Santa Elena | Santa Elena             | 385.735        | 3.688        | 105                   | 2007     |
| Galápagos   | Puerto Baquerizo Moreno | 28.583         | 8.233        | 3                     | 1973     |

### Städte

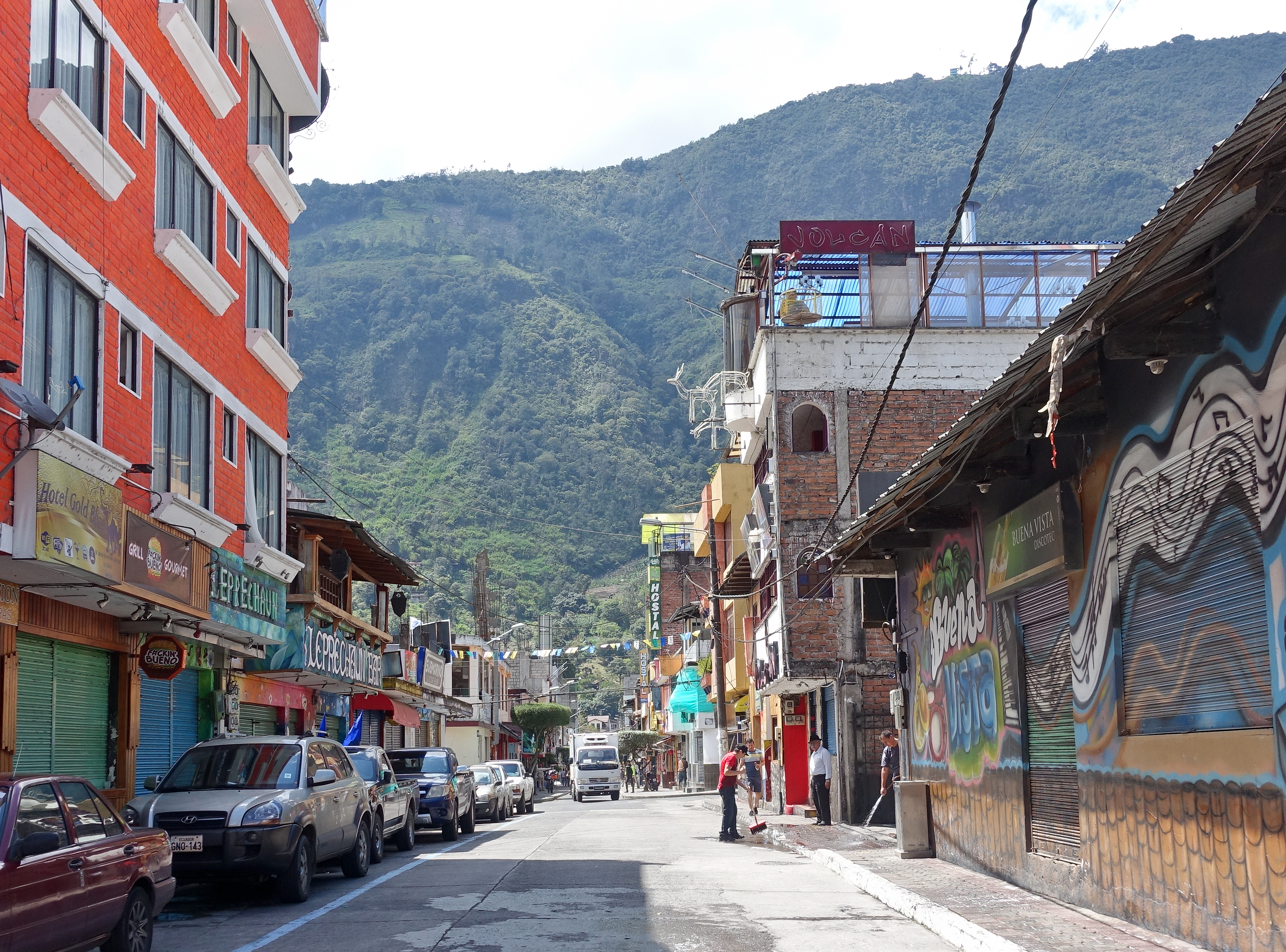
Typisches Stadtbild in der Sierra: Viele Häuser sind nur zum Teil verputzt beziehungsweise seit Jahren in einem unfertigen Zustand

Im Jahr 2023 lebten 65 Prozent der Einwohner Ecuadors in Städten. Die beiden mit Abstand größten Agglomerationen in Ecuador sind Guayaquil mit einer Einwohnerzahl von 3,3 Millionen und die Hauptstadt Quito mit einer Bevölkerung von 1,9 Millionen. Damit konzentrieren sich 34 Prozent der Menschen des Landes in beiden Städten. Guayaquil ist das traditionelle Wirtschaftszentrum des Landes und besitzt den größten Hafen Ecuadors. Santo Domingo ist die am schnellsten wachsende Stadt des Landes.

## Bevölkerung

### Demografie
Ecuador hatte 2022 18,0 Millionen Einwohner und gehört damit zu den mittelgroßen Staaten Südamerikas. Das jährliche Bevölkerungswachstum betrug + 1,1 %. Zum Bevölkerungswachstum trug ein Geburtenüberschuss (Geburtenziffer: 16,6 pro 1000 Einwohner vs. Sterbeziffer: 4,9 pro 1000 Einwohner) bei. Die Anzahl der Geburten pro Frau lag 2022 statistisch bei 2,0, die der Region Lateinamerika und die Karibik betrug 1,8. Die Lebenserwartung der Einwohner Ecuadors ab der Geburt lag 2022 bei 77,9 Jahren (Frauen: 80,5, Männer: 75,3). Der Median des Alters der Bevölkerung lag im Jahr 2021 bei 27,6 Jahren. Im Jahr 2023 waren 25,3 Prozent der Bevölkerung unter 15 Jahre, während der Anteil der über 64-Jährigen 8,1 Prozent der Bevölkerung betrug.
Die durchschnittliche Bevölkerungsdichte beträgt 54,4 Einwohner pro km², damit hat Ecuador die höchste Bevölkerungsdichte Südamerikas – mehr als Kolumbien, doppelt so viel wie Peru und sechsmal so viel wie Bolivien. Allerdings macht die ungleiche Verteilung und die starke Urbanisierung diese Angabe relativ bedeutungslos: Im Oriente beträgt die Bevölkerungsdichte lediglich 4 Einwohner pro km². Das Bevölkerungswachstum ist in den letzten Jahrzehnten von etwa drei Prozent pro Jahr – einem der höchsten Werte Lateinamerikas – auf 1,5 Prozent zurückgegangen, immer noch einer der höchsten Raten Südamerikas.
Seit Mitte des 20. Jahrhunderts wird die seit den 1880er Jahren andauernde Bevölkerungswanderung von Sierra zu Costa von einem zweiten Phänomen überlagert: der Wanderung aus ländlichen Gegenden in urbane Zentren. So ging der Bevölkerungsanteil der Sierra-Provinzen an der Gesamtbevölkerung seit 1950 von 58 % auf 38 % zurück, der Bevölkerungsanteil Pichinchas (dessen Hauptstadt Quito ist) stieg dagegen von 12 % auf 17 % an. Der Bevölkerungsanteil der Costa-Provinzen stieg von 40 % auf 51 % an, aber für den Anstieg war alleine Guayas (mit Guayaquil) verantwortlich, dessen Anteil von 18 % auf 31 % hochschnellte; die anderen Costa-Provinzen verloren relativ an Bevölkerung. Trotz der rapiden Verstädterung ist die Urbanisierung Ecuadors mit 61 % eine der niedrigsten Südamerikas, nur Paraguay und Guayana sind weniger verstädtert.
| Jahr | Einwohnerzahl | Jahr | Einwohnerzahl |
| ---- | ------------- | ---- | ------------- |
| 1950 | 3.470.000     | 1990 | 10.218.000    |
| 1960 | 4.546.000     | 2000 | 12.629.000    |
| 1970 | 6.073.000     | 2010 | 14.935.000    |
| 1980 | 7.976.000     | 2020 | 17.643.000    |
|      |               | 2022 | 16.938.986    |

### Bevölkerungsstruktur
In Ecuador leben sehr unterschiedliche Bevölkerungsgruppen, aber es ist schwierig, die jeweilige Größe anzugeben. Wie in den anderen Andenstaaten ist der Anteil der indigenen Bevölkerung sehr hoch. Das lässt sich zum einen durch die dichte Besiedlung durch indigene Bevölkerungen unter der Herrschaft der Inka erklären. Andererseits wanderten nach Ecuador nur Spanier, aber kaum andere Europäer ein – anders als etwa in Argentinien, Uruguay, Brasilien oder Chile.
Die verwendeten Kategorien „indigene Bevölkerung“, „Mestizen“ und „europäischstämmige Bevölkerung“ sind kaum statistisch abgrenzbar, da die Statistiken auf der Selbstidentifikation der Befragten beruhen. Zwischen indigener Bevölkerung und Mestizen, also gemeinsame Nachkommen indigener und aus Europa stammender Menschen, sind die Grenzen fließend, da kulturelle Identifikation hier vielfach eine ebenso bedeutende Rolle spielt wie biologische Abstammung. Dasselbe gilt für die Abgrenzung der Mestizen von der europäischstämmigen Bevölkerung.
Laut dem Zensus von 2022 sind 7,7 % der Bevölkerung Indígenas (die Mehrzahl gehört zu den Kichwa-Gruppen der Anden und des Oriente), 77,5 % Mestizen, 2,2 % europäischer Abstammung, 4,8 % Afroecuadorianer und 7,7 % Montubio (Küstenvolk gemischter Abstammung). Bei der Volkszählung 2001 bezeichneten sich noch 10,4 % der Bevölkerung als „weiß“. Nach Angaben der Indígena-Organisation CONAIE beträgt der Anteil der Indígenas bis zu 50 %.
Eine genetische Studie von 2019 ergab 59,6 % indigenes, 28,8 % europäisches und 11,6 % afrikanisches Erbgut.
Im Yasuní-Nationalpark existieren mindestens drei Gruppen in freiwilliger Isolation. Sie werden Tagaeri-Taromenane genannt und gehören kulturell und sprachlich zu den Waorani.
In Ecuador lebt eine große Gemeinde mit christlich-libanesischem Migrationshintergrund, die aus Zuwanderungen seit dem Ende des 19. Jahrhunderts resultiert. Das Land hatte mit Abdalá Bucaram und Jamil Mahuad bereits zwei Staatspräsidenten libanesischer Abstammung.
Im Jahre 2017 waren 2,4 % der Bevölkerung Ausländer. Die größten Gruppen waren Personen aus Kolumbien (200.000), den Vereinigten Staaten (30.000), Peru und Chile (jeweils 10.000). Aufgrund des angenehmen Klimas und der niedrigen Lebenshaltungskosten wählen viele US-amerikanische und kanadische Rentner Ecuador als ihren Altersruhesitz. Ecuador ist nach wie vor ein Auswanderungsland, jedoch hat sich der Migrantenanteil seit dem Jahre 2000 verdoppelt und hat in den letzten Jahren durch ca. 800.000 Flüchtlinge aus Venezuela weiter zugenommen.

### Sprachen
Landesweite Amtssprache ist Spanisch. Sie wird laut Volkszählung 2022 von 98,7 % der Einwohner gesprochen. 3,9 % der Bevölkerung beherrschen (mindestens) eine indigene Sprache (Mehrfachnennungen waren möglich). Von diesen hat  Kichwa die größte Bedeutung, vor allem in der Sierra. Kichwa ist eine Gruppe regionaler Mundarten des Quechua, der Lingua franca der Inkas, die diese nach der Eroberung der Region im 15. Jahrhundert einführten. Daneben werden in der nördlichen Costa und im Oriente auch noch einige lokale indigene Sprachen und Dialekte gesprochen. Von diesen ist das im südlichen Oriente gesprochene Shuar mit etwa 100.000 Sprechern am weitesten verbreitet. Des Weiteren werden auch einige Barbacoa-Sprachen gesprochen, doch erreicht keine weitere indigene Sprache die Zahl von 5000 Sprechern. In Ecuador werden insgesamt 23 verschiedene Sprachen und Idiome gesprochen.

### Religion
72,3 % der Bevölkerung gibt römisch-katholisch als Glaubensrichtung an. Daneben gibt es auch eine protestantische Minderheit. Unter Teilen der Urbevölkerung haben sich auch traditionelle indianische Religionen erhalten. Die Vorherrschaft der römisch-katholischen Kirche in Ecuador als Staatskirche wurde durch das Religionsgesetz von 1907 aufgehoben, seither sind alle Religionen rechtlich gleichgestellt. Die Beziehungen zwischen der Kirche und dem Staat regelt der Modus Vivendi von 1937.

### Bildung

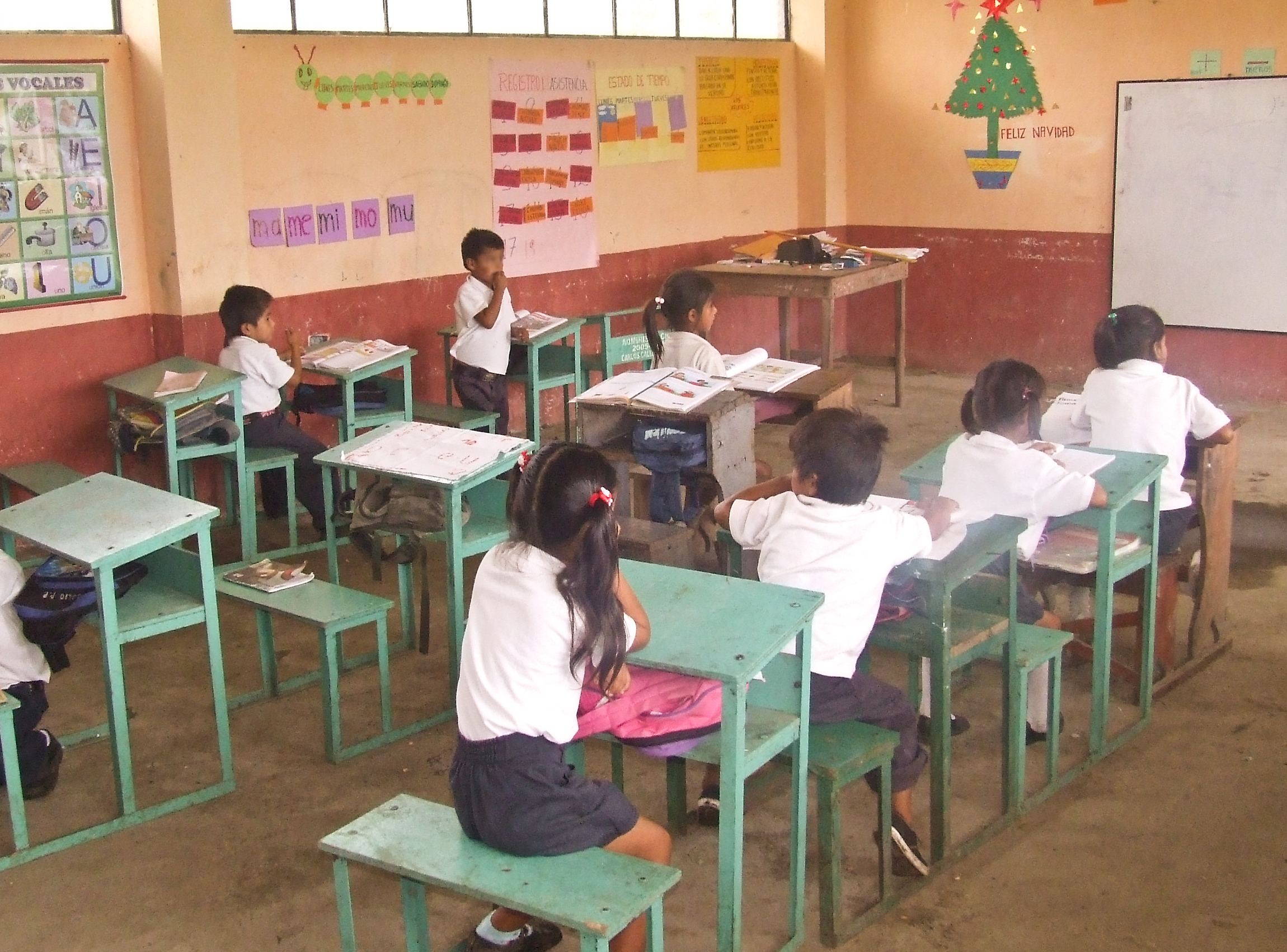
Obwohl auch entlegene indigene Dörfer (hier: Grundschüler der Shuar) über Schulen verfügen, sind die Bildungschancen für die Uramerikaner deutlich schlechter als für die übrigen Ecuadorianer

Es ist allgemein üblich, dass Kinder im entsprechenden Alter die Grundschule besuchen. Jedoch schließt sich für viele Kinder keine weitere Schulbildung an. Es gibt staatliche und private Schulen. In den letzten drei Schuljahren müssen sich die Schüler für einen Bildungszweig entscheiden. Die üblichen Zweige sind Mathematik, Physik, Chemie und Buchhaltung. Kinderarbeit ist verbreitet. Die Bildungsausgaben der Regierung machen nur einen geringen Teil des Bruttonationaleinkommens aus. Ecuador hat zahlreiche Universitäten, jede größere Stadt hat in der Regel eine. 2015 konnten 94,5 % der erwachsenen Bevölkerung Lesen und Schreiben.

### Gesundheit
Die Gesundheitsausgaben des Landes betrugen im Jahr 2021 8,3 % des Bruttoinlandsprodukts. Im Jahr 2018 praktizierten in Ecuador 23,5 Ärztinnen und Ärzte je 10.000 Einwohner. Die Sterblichkeit bei unter 5-jährigen betrug 2022 12,2 pro 1000 Lebendgeburten. Die Lebenserwartung der Einwohner Ecuadors ab der Geburt lag 2022 bei 77,9 Jahren (Frauen: 80,5, Männer: 75,3). Von 2000 bis 2022 stieg die Lebenserwartung von 72,8 Jahren um 6,9 % an. Dies schließt einen durch die Covid-19-Pandemie indizierten Rückgang von 2019 auf 2020 um 6,7 % mit ein.
Ein beträchtlicher Teil der Bevölkerung hat keinen Zugang zu sauberem Wasser. In Ecuador gibt es 686 Malaria-Fälle pro 100.000 Einwohner.
Wie alle Länder im Norden Südamerikas ist auch Ecuador von der Ausbreitung des Zika-Virus betroffen – wenn auch bisher in weit geringerem Ausmaß als beispielsweise Brasilien oder Kolumbien. Ende März 2016 gab es offiziell 84 registrierte Fälle – hauptsächlich in den tiefergelegenen Regionen des Landes.

## Geschichte

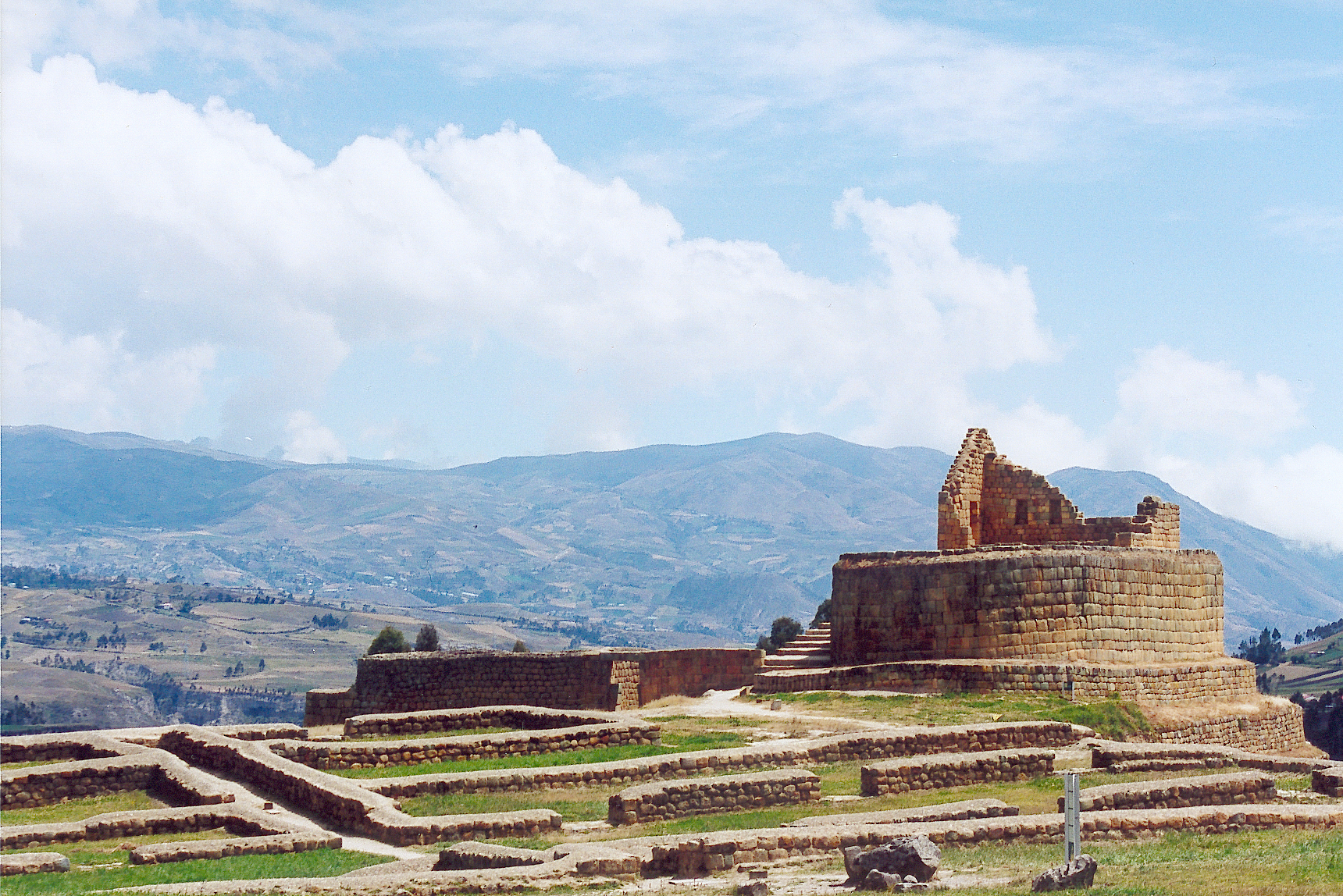
Inka-Ruinen in Ingapirca

Im Gebiet Ecuadors bestanden vor der Kolonialisierung mehrere indigene Kulturen. Erst Ende des 15. Jahrhunderts eroberten die Inka das gesamte Land, wurden aber bereits Anfang des 16. Jahrhunderts wiederum von den Spaniern unterworfen. Während der Kolonialzeit nahm die Real Audiencia de Quito das heutige Gebiet Ecuadors ein. Das Land erkämpfte sich unter Simón Bolívar und Antonio José de Sucre 1821 die Unabhängigkeit von Spanien und gehörte bis 1830 zu Großkolumbien. Sein weiterer eigenständiger geschichtlicher Weg war durch hohe politische und territoriale Instabilität gekennzeichnet. Die unablässige Abfolge zahlreicher Putsche und Staatsstreiche reicht bis in die heutige Zeit. Im 19. Jahrhundert kam es immer wieder zu kürzeren Bürgerkriegsepisoden, eine Entwicklung, die nach der Mitte des Jahrhunderts in der Zeit der Regierung Gabriel García Morenos für einige Jahre unterbrochen werden konnte. In der Gegenreaktion gelang es Eloy Alfaro am Ende des Jahrhunderts, eine erste radikalliberale Regierung zu etablieren.

## Politik

### Politisches System

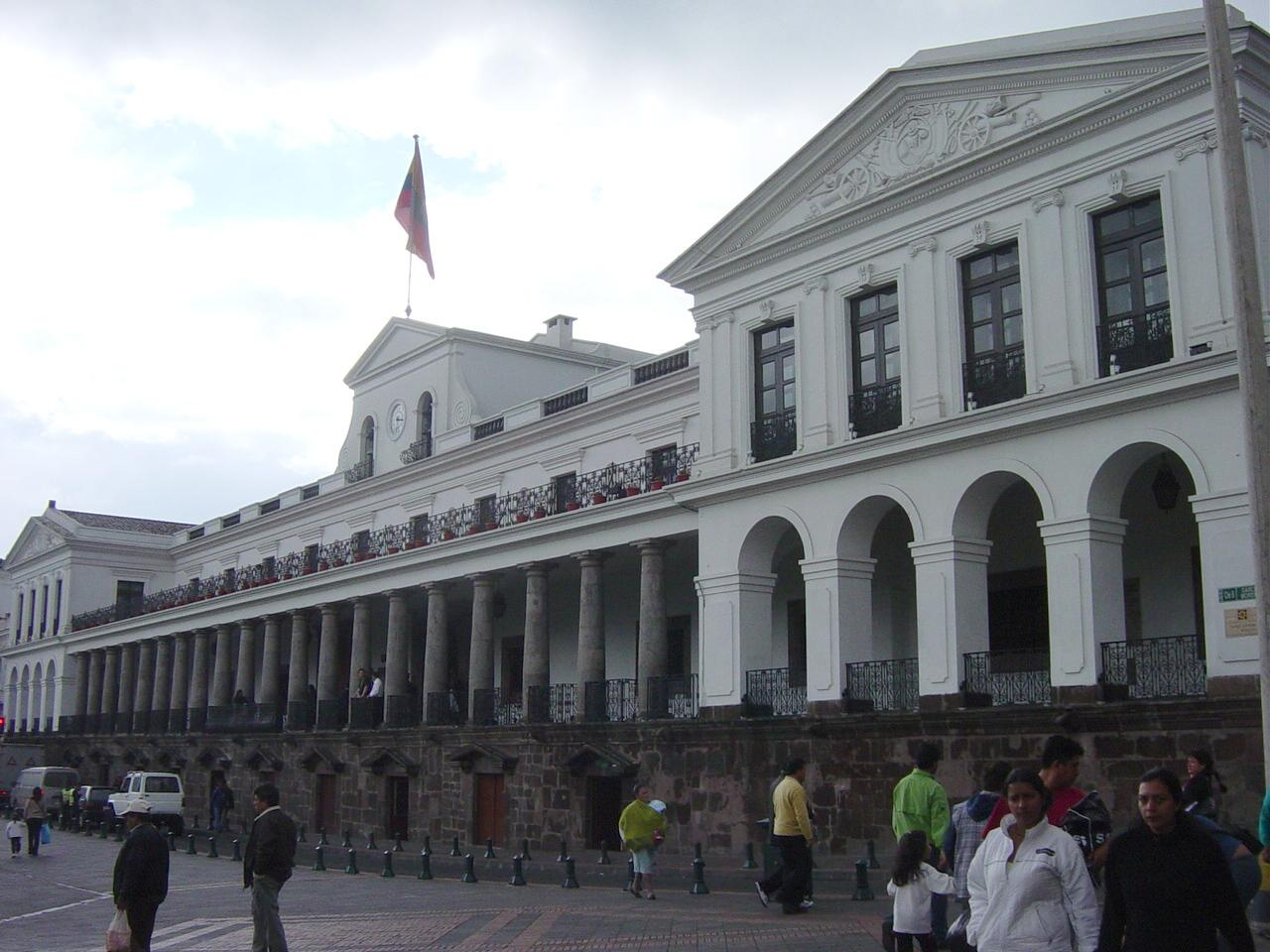
Präsidentenpalast in Quito

Ecuador ist eine Präsidialrepublik mit repräsentativer Demokratie und Mehrparteiensystem. Der Präsident und das Parlament, die Asamblea Nacional (‚Nationalversammlung‘) mit 137 Sitzen, werden am selben Tag direkt gewählt. Der Präsident ist Staatsoberhaupt und Regierungschef und damit Chef der Exekutive. Die Legislative wird von Regierung und Nationalversammlung gemeinsam ausgeübt. Die Unabhängigkeit der Judikative von den anderen beiden Bereichen der Staatsgewalt ist in der Verfassung garantiert.
Bei der vorgezogenen Wahl 2023 wurde der 35-jährige Daniel Noboa gewählt.
Das politische System Ecuadors ist zentralisiert, da die politische Macht hauptsächlich beim Präsidenten und damit in der Hauptstadt Quito liegt, wenngleich in den vergangenen Jahren Dezentralisierungsbemühungen unternommen wurden. Das Staatswesen ist auf den Präsidenten zugeschnitten, der einen Gouverneur für jede Provinz und auf der nächsten Ebene ein „politisches Oberhaupt“ für jeden ecuadorianischen Kanton ernennt. Die Bevölkerung der Provinzen selbst wählt einen Präfekten, der in erster Linie für Infrastrukturmaßnahmen in den ländlichen Gebieten zuständig ist und dort in etwa die Funktionen eines übergeordneten Bürgermeisters hat, sowie Provinzial- und Kantonalparlamente. In Städten werden Bürgermeister gewählt. Im Zuge der Dezentralisierung sind Parroquiales (Gemeinderäte) eingeführt worden, die ebenfalls regulär gewählt werden und auf unterster Ebene in Städten und auf dem Land an politischen Entscheidungen mitwirken. Neben den Gemeinderäten gibt es Nachbarschaftsvertretungen.

### Verfassung von 2008
Im Juli 2008 wurde der von der Verfassunggebenden Versammlung Ecuadors 2007/08 erarbeitete Text am 28. September 2008 in einer Volksabstimmung von etwa 63 % der Wähler angenommen. Am 20. Oktober 2008 trat die neue Verfassung in Kraft. Es ist bereits die 20. in der 178-jährigen Geschichte des Landes.
Die neue Verfassung beinhaltet wesentliche verfassungsrechtliche Neuerungen. Sie beruft sich auf die in der indigenen Kultur begründeten Leitbilder Pachamama („Mutter Erde“) und Sumak kawsay („gutes Leben“, span. „buen vivir“). Die Wirtschaftsform soll sozial und solidarisch (vorher: sozial und marktwirtschaftlich) sowie einer nachhaltigen Entwicklung verpflichtet sein. Die neue Verfassung schreibt soziale Grundrechte auf Ernährung, Gesundheit und Bildung sowie eine staatliche Souveränität über „strategische Ressourcen“ fest. Neben der traditionellen Gewaltenteilung sieht sie Bürgerräte als „Vierte Gewalt“ im Staate vor. Als verfassungsgeschichtliches Novum wird die Natur als Rechtssubjekt definiert. Außerdem werden indigene Kulturen stärker anerkannt und das Prinzip der Geschlechtergerechtigkeit wird ausgedehnt.
Schon in der Verfassung von 1929 wurden die Frauen zu Staatsbürgerinnen erklärt und damit ein Frauenwahlrecht eingeführt. Ecuador gestand Frauen als erstes lateinamerikanisches Land ein beschränktes Wahlrecht zu, aber erst 1946 durften alle Frauen wählen. Ab 1967 herrschte für alle Wahlpflicht und die Bedingungen waren erstmals für beide Geschlechter gleich. Für beide Geschlechter war Voraussetzung, dass man für die Ausübung des Wahlrechts lesen und schreiben können musste. 1925 ging zum ersten Mal eine Ecuadorianerin zur Wahl und wurde damit zur ersten Wählerin des Kontinents, Matilde Hidalgo.

### Politische Indizes
| Name des Index                     | Indexwert    | Weltweiter Rang | Interpretationshilfe | Jahr |
| ---------------------------------- | ------------ | --------------- | --- | ---- |
| Fragile States Index               | 68 von 120   | 90 von 179      | Stabilität des Landes: Warnung 0 = sehr nachhaltig / 120 = sehr alarmierend Rang: 1 = fragilstes Land / 179 = stabilstes Land | 2024 |
| Demokratieindex                    | 5,24 von 10  | 85 von 167      | Hybridregime 0 = autoritäres Regime / 10 = vollständige Demokratie                                                            | 2024 |
| Freedom in the World Index         | 65 von 100   | —               | Freiheitsstatus: teilweise frei 0 = unfrei / 100 = frei                                                                       | 2024 |
| Rangliste der Pressefreiheit       | 53,8 von 100 | 94 von 180      | Schwierige Lage für die Pressefreiheit 100 = gute Lage / 0 = sehr ernste Lage                                                 | 2025 |
| Korruptionswahrnehmungsindex (CPI) | 32 von 100   | 121 von 180     | 0 = sehr korrupt / 100 = sehr sauber                                                                                          | 2024 |

### Innenpolitik
In der Praxis weist die politische Machtstruktur auf nationaler Ebene deutliche Elemente einer Konkordanzdemokratie auf: Die politische Macht im Lande muss ständig zwischen den beiden bedeutenden Großregionen Costa und Sierra mit ihren Zentren Guayaquil und Quito austariert werden. Bei Präsidentschaftswahlen nominieren alle Parteien, die sich Chancen auf den Wahlsieg ausrechnen, ein Gespann aus Präsidentschafts- und Vizepräsidentschaftskandidat, von denen jeweils einer aus der einen und einer aus der anderen Großregion stammt. Der Einfluss der politischen Parteien ist jeweils ebenfalls weitgehend auf je eine Region beschränkt: Der christlich-soziale Partido Social Cristiano (PSC) und der populistische Partido Roldosista Ecuatoriano (PRE) sind die dominierenden Parteien in der Küstenregion. In der Andenregion dominierten die sozialdemokratische Izquierda Democrática (ID) und Pachakutik, die politische Bewegung der Indianerorganisation CONAIE. Nach den Wahlen von 2006 bildeten zwei erst 2002 gegründete Parteien, der PRIAN des schwerreichen Unternehmers Álvaro Noboa und der Partido Sociedad Patriótica des 2005 entmachteten Präsidenten Lucio Gutiérrez die stärksten politischen Blöcke im Nationalkongress.
Die „klassischen“ Parteien PSC, PRE, ID waren wie die beiden aufstrebenden stark auf ihren jeweiligen Ex-Präsidenten León Febres Cordero, Abdalá Bucaram und Rodrigo Borja bzw. Noboa und Lucio Gutiérrez zentriert. Ein Sonderfall im ecuadorianischen Parteiengefüge ist Pachakutik, das vor allem in den ländlich geprägten Provinzen mit hohem Anteil indigener Bevölkerung gewählt wird und bestrebt ist, im Sinne der Organisation indigener Dorfgemeinschaften das Macht- und Entscheidungsvolumen einzelner Personen zugunsten der Allgemeinheit in der Partei zu beschneiden. Neben den genannten Parteien gibt es eine Vielzahl weiterer politischer Vereinigungen sowie die erst 2006 gebildete Bewegung des Präsidenten von 2006 bis 2017, Rafael Correa, des Movimiento PAÍS. Nachfolger Correas wurde 2017 mit knapper Mehrheit dessen Wunschkandidat Lenin Moreno. Moreno verzichtete auf eine Kandidatur bei den Präsidentschaftswahlen 2021, gewählt wurde Guillermo Lasso, während gleichzeitig die zuvor stärkste Partei Movimiento PAÍS von Correa und Moreno aus dem Parlament verschwand.
Das politische Leben auf nationaler Ebene ist von starker Instabilität geprägt, im Nationalkongress bilden sich selten stabile Koalitionen, Gesetze werden vielfach nach ausgiebigen Verhandlungen zwischen einzelnen Regierungs- und Oppositionsparteien verabschiedet. Die Parteien und Parlamente genießen in Ecuador aufgrund der häufig notwendigen Zugeständnisse und ständigen Verhandlungen zwischen den Parteien und einzelnen Abgeordneten ein relativ geringes Ansehen, da es häufig zu „Paketlösungen“ unter Verdacht individueller Bereicherung und zu öffentlichen Diffamierungen kommt.
Das Wahlrecht hatte 2003 auch dazu geführt, dass Ex-Präsident Lucio Gutiérrez für eine Partei ins Amt gewählt wurde, die neu gegründet war und weder Erfahrung in der Parlamentsarbeit noch eine bedeutende Repräsentanz im Parlament hatte, was das politische Leben zusätzlich destabilisierte und letztlich zu Gutiérrez’ Sturz nur zwei Jahre später beitrug. Auch sein Nachfolger, der ehemalige Vizepräsident Alfredo Palacio, hatte keine gefestigte eigene Parlamentsmehrheit. Dessen Nachfolger, der im November 2006 gewählte Präsident Rafael Correa, gewann gar die Wahlen, ohne dass ihn seine politische Bewegung PAÍS als Kandidaten bei den Parlamentswahlen aufgestellt hatte.
Das ecuadorianische Militär hat ebenfalls einen nicht zu unterschätzenden Einfluss auf die Politik, zum einen durch die Präsenz ehemaliger Militärs in Führungspositionen, zum anderen dadurch, dass es dem regierenden Präsidenten bei Protesten und Aufständen die Unterstützung entziehen kann, wie es in den Fällen der gestürzten Jamil Mahuad (2000) und Lucio Gutiérrez (2005) geschehen ist.

### Kriminalität
Lange Zeit war Ecuador eines der friedlichsten Länder in Südamerika.
Ab 2020 eskalierten gewalttätige Auseinandersetzungen zwischen kriminellen Banden zur Kontrolle über Drogenrouten sowie Anschläge durch Drogenbanden. Im Jahr 2023 erreichte Ecuador aufgrund der aktiven Drogenkartelle, die Ecuador als Transitland benutzten, eine Welle der Gewalt. Seine Lage an den Grenzen von Kolumbien, Peru und Bolivien, den drei Ländern, die praktisch für die gesamte weltweite Produktion von Kokain verantwortlich sind, machte Ecuador zu einer idealen Transitroute für den Drogenhandel. Die Einführung des US-Dollars bei der Reform des ecuadorianischen Finanzsystems im Jahre 2000 vereinfachte es der kolumbianischen Drogenmafia, ihre illegalen Einnahmen zu waschen. Armut und Korruption machen es für die Drogenmafia einfacher, in das Land einzudringen und ihre Aktivitäten zu verbergen. Die ecuadorianischen Sicherheitskräfte waren schlecht ausgerüstet und unterfinanziert. Schon von 2016 bis 2022 hatte sich die Mordrate vervierfacht. Die konservativen Regierungen Ecuadors unter Guillermo Lasso ab 2021 und Daniel Noboa versuchten mit zusätzlichen Sicherheitskräften und verschärften Gesetzen, die Kriminalität und Gewaltbereitschaft zu bekämpfen, die oft auch unbeteiligte Personen traf. Die Mordrate in Ecuador war im Jahr 2023 mit 45:100.000 Einwohnern schließlich die höchste in Lateinamerika. Nach einer Umfrage der Gallup Organisation waren Anfang 2024 47 % der Bevölkerung Opfer eines Überfalls oder Raubes.
Aufgrund der sich verschlechternden allgemeinen Sicherheitslage in Ecuador wurde am 8. Januar 2024 der Ausnahmezustand für 60 Tage im gesamten Land ausgerufen. Das Zentrum der kriminellen Aktivitäten lag in der Stadt, den Häfen und dem Umland von Guayaquil.
Siehe auch: Kriminalität in Guayaquil
Von Januar 2023 bis April 2024 wurden 14 Politiker erschossen. Im Februar 2024 vereinbarte die Regierung Noboa mit den USA die Rückkehr von amerikanischen Truppen, welche bis 2009 im Land stationiert waren, bevor sie unter Präsident Correa das Land verlassen mussten. Im April 2024 stimmte die Stimmbevölkerung Ecuadors in neun von elf Punkten einer Verfassungsänderung zu, welche der Regierung mehr Möglichkeiten zur Bekämpfung der Drogenbanden gab.

### Entwicklung der Sicherheit von Touristen
Wie weltweit üblich kam es insbesondere in den Großstädten an von Touristen stark frequentierten Orten zu Kleinkriminalität (Taschendiebstähle). Von der Jahrtausendwende bis in die 2010er-Jahre war ein Anstieg teils gewalttätiger Kleinkriminalität im ganzen Land zu beobachten, ab 2020 insbesondere in Esmeraldas-Stadt, in der Stadt und Provinz Santo Domingo, Quevedo, Quinsaloma und Pueblo Viejo und Guayaquíl. Die Täter wenden dabei die üblichen Tricks an wie Ablenkung, falsche Polizisten, Verabreichung von Drogen, nicht registrierte Taxis. Dazu kommen Überfälle von Motochorros. In der gesamten Grenzregion zu Kolumbien besteht ein erhöhtes Risiko, Opfer von Entführungen und von Aktivitäten bewaffneter, mit dem Drogenhandel in Verbindung stehender Gruppen zu werden.

## Wirtschaft
Ecuador war 2023 nach BIP pro Einwohner nach Kaufkraftparität das viertärmste Land Südamerikas. Die Wirtschaft des Landes ist stark von der Erdölproduktion abhängig, die fast 60 % der Exporte erwirtschaftet. Seit dem Jahr 2000 hat Ecuador keine eigene Währung mehr, sondern der US-Dollar ist offizielles Zahlungsmittel. Eine weitere Besonderheit der Volkswirtschaft des Andenstaates sind seine zahlreichen Arbeitsemigranten. Etwa ein Fünftel der Ecuadorianer leben im Ausland, vor allem in den USA und Spanien.
In den Jahren nach der Jahrtausendwende befand sich die Wirtschaft Ecuadors dank der Erdölvorkommen des Landes im Aufschwung und es gab Fortschritte im Kampf gegen Armut. 2016 erlebte Ecuador allerdings eine Rezession aufgrund des niedrigen Ölpreises und einer Abkühlung der Konjunktur im ganzen südamerikanischen Raum.
Im Global Competitiveness Index, der die Wettbewerbsfähigkeit eines Landes misst, belegt Ecuador Platz 97 von 137 Ländern (Stand 2017–2018). Der Index für wirtschaftliche Freiheit 2024 des Landes war der 114 höchste von 176 Ländern.
| Jahr                                    | 2010  | 2015   | 2016   | 2017   | 2018   | 2019   | 2020   | 2021   | 2022   | 2023   |
| --------------------------------------- | ----- | ------ | ------ | ------ | ------ | ------ | ------ | ------ | ------ | ------ |
| BIP in Mrd. USD (Kaufkraftparität)      | 131,1 | 182,8  | 183,2  | 197,7  | 207,8  | 217,5  | 202,3  | 239,4  | 272,4  | 288,8  |
| BIP pro Kopf in USD (Kaufkraftparität)  | 8.810 | 11.234 | 11.084 | 11.770 | 12.167 | 12.531 | 11.540 | 13.592 | 15.374 | 16.193 |
| BIP-Wachstum (real)                     | 4,0 % | 0,1 %  | −0,7 % | 6,0 %  | 1,0 %  | 0,2 %  | −9,2 % | 9,8 %  | 6,2 %  | 2,4 %  |
| Inflation (in Prozent)                  | 3,6 % | 4,0 %  | 1,7 %  | 0,4 %  | −0,2 % | 0,3 %  | −0,3 % | 0,1 %  | 3,5 %  | 2,2 %  |
| Staatsverschuldung (in Prozent des BIP) | 18 %  | 36 %   | 46 %   | 47 %   | 50 %   | 52 %   | 64 %   | 62 %   | 57 %   | 55 %   |

An den historischen Wirtschaftsdaten sind die schwersten Wirtschaftskrisen der jüngeren Geschichte gut abzulesen. 1983 sorgte die Schuldenkrise in Lateinamerika für negatives Wachstum, 1986–87 der Zusammenbruch des OPEC-Kartells und der darauf folgende Sturz des Ölpreises. 1999–2000 folgte eine schwere Banken- und Währungskrise. Eine Folge der permanenten Wirtschaftskrisen ist, dass im Jahre 2000 das Pro-Kopf-Einkommen unter dem Niveau von 1980 lag. Der Anteil Ecuadors an der Weltwirtschaftsleistung ist seit 1980 von 1,1 ‰ auf 0,9 ‰ gefallen. Weiterhin auffallend sind die hohen Inflationsraten, besonders zwischen Schuldenkrise und Dollarisierung. Die einzigen Jahre mit deutlich positiver Leistungsbilanz sind die Krisenjahre 1999–2000, als der Sucre massiv abgewertet wurde, sowie die letzten beiden Jahre mit ihren hohen Ölpreisen und der Fertigstellung einer zweiten transandinen Pipeline.
Ab dem Jahr 2000 erlebte die Wirtschaft des Landes einen langanhaltenden Aufschwung, getrieben von den robusten Rohstoffexporten des Landes.
Das Land beherbergt zwei Wertpapierbörsen: Die Bolsa de Valores de Quito und die Bolsa de Valores de Guayaquil.

### Soziale Lage

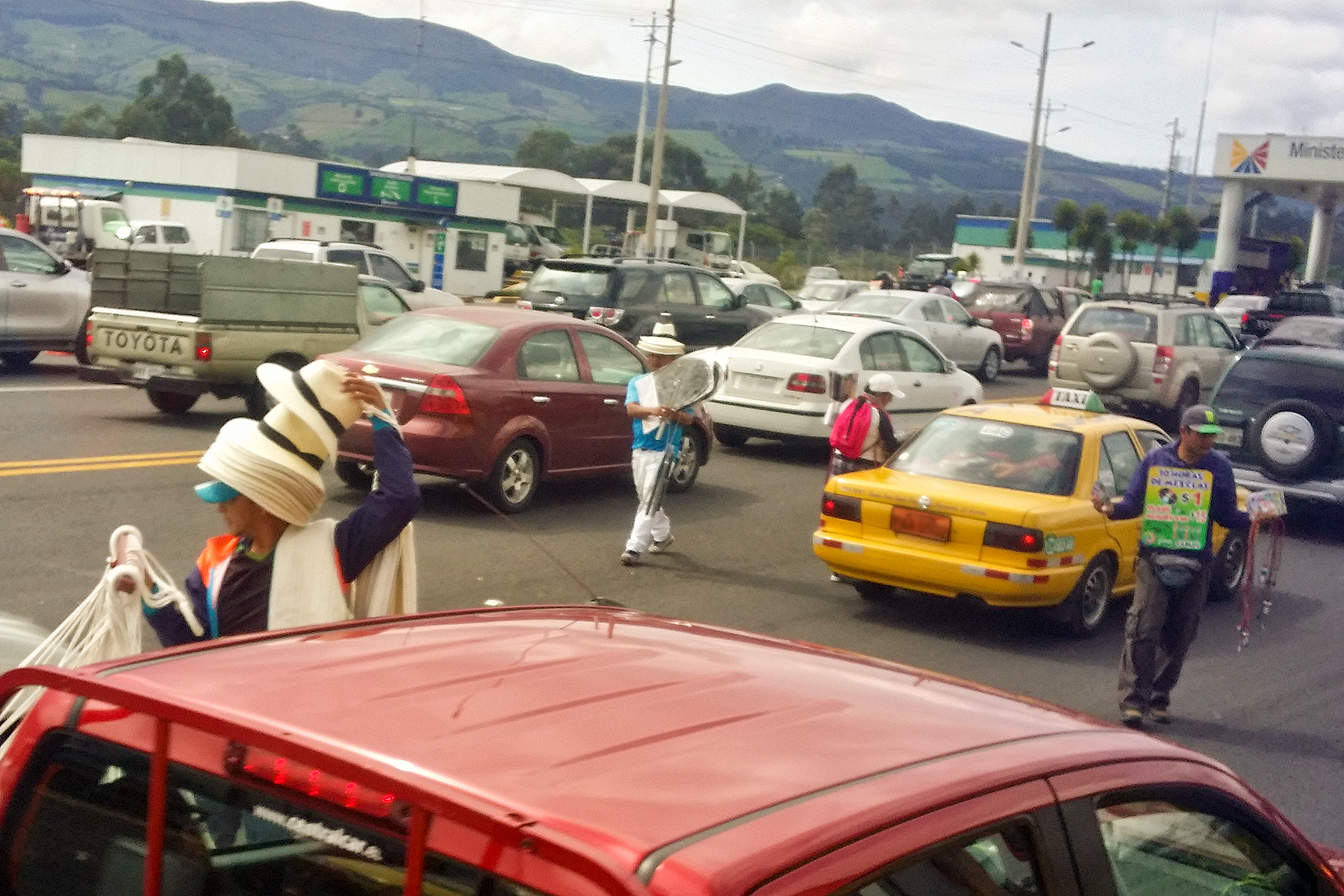
Im ganzen Land verdingen sich etliche Menschen als Straßenverkäufer für alle möglichen Waren. Sie stehen vor Mautstationen (hier nahe Quito), an Umsteige-Haltestellen und steigen in die Fernbusse, um ihre Waren anzubieten

Wie in den meisten lateinamerikanischen Ländern ist die wirtschaftliche Ungleichheit sehr groß: Während die oberen 20 % etwa 58 % des Nationaleinkommens erzielen, bleiben für die untersten 40 % lediglich 13 %.
Nach Angaben der Weltgesundheitsorganisation liegt die Lebenserwartung für Männer mit 75 Jahren im südamerikanischen Mittelfeld (Schlusslicht ist Bolivien mit 67,7 Jahren, Spitzenreiter Chile mit 78,8). Ähnliches trifft auf die Säuglingssterblichkeit (unter 1) und die Kindersterblichkeit (unter 5) mit 23 pro Tausend bzw. 25 pro Tausend zu – allerdings ist hier der Abstand sowohl zu Bolivien (52/65) und Chile (8/10) größer. 15 % der Bevölkerung leben von weniger als einem Dollar am Tag – nach Bolivien und Paraguay der höchste Wert auf dem Subkontinent. Dagegen wird Ecuador beim Zugang zu sauberem Trinkwasser (89 % in ländlichen Gegenden) und Sanitätseinrichtungen (82 %) nur von Uruguay übertroffen. Eine mögliche Erklärung ist die hohe Bevölkerungsdichte bei gleichzeitig geringer Urbanisierung, die eine Erschließung gleichzeitig dringlicher und günstiger machen (siehe Geographie Ecuadors).
Mit 5,5 % Gesundheitsausgaben am BIP liegt Ecuador im unteren Mittelfeld: Schlusslicht Peru gibt 4,1 % aus, Argentinien 9,6 % – aber Chile auch nur 6,1 %. Mit 12 Toten im Jahr pro 100.000 Menschen spielt HIV/AIDS in Ecuador wie in den meisten Ländern Südamerikas keine große Rolle – traurige Ausnahmen sind hier Guyana und Surinam mit mehr als 150 Toten pro 100.000. In einigen Staaten Subsahara-Afrikas liegt diese Zahl im vierstelligen Bereich (in Deutschland sind es „unter 10“). Erstaunlicherweise hat Ecuador nach WHO-Angaben nach Chile mit 5,6 % die zweitniedrigste Rate an Schwangerschaften von Minderjährigen – was aber auch an veralteten Daten liegen kann. Das Nachbarland Kolumbien ist hier mit 9,2 % führend. Die wirtschaftliche Unterentwicklung lässt sich auch daran ablesen, dass nur 4,2 % der Ecuadorianer das Internet benutzen (nur in Paraguay und Bolivien sind es weniger) und dass es lediglich 11 Festnetz-Telefonanschlüsse pro 100 Einwohner gibt – weniger als halb so viele wie in Chile, Argentinien oder Brasilien (obwohl hier wieder die hohe Bevölkerungsdichte helfen sollte). Beim Ausbau der Telekommunikationsinfrastruktur wurden unter der Regierung Correa deutliche Fortschritte erzielt. 2016 nutzten 43,1 % der Bevölkerung das Internet. Am 15. Dezember 2008 kam das Land in Zahlungsverzug bei der Begleichung von Auslandskrediten, als es Zinsen für eine im Jahr 2000 ausgegebene und bis 2012 laufende Anleihe nicht bezahlte. Präsident Correa begründete diesen Schritt damit, dass die von früheren Regierungen aufgenommenen Kredite „illegitim und die Gläubiger ... unmoralisch“ seien.

### Geldpolitik und Währungsreform

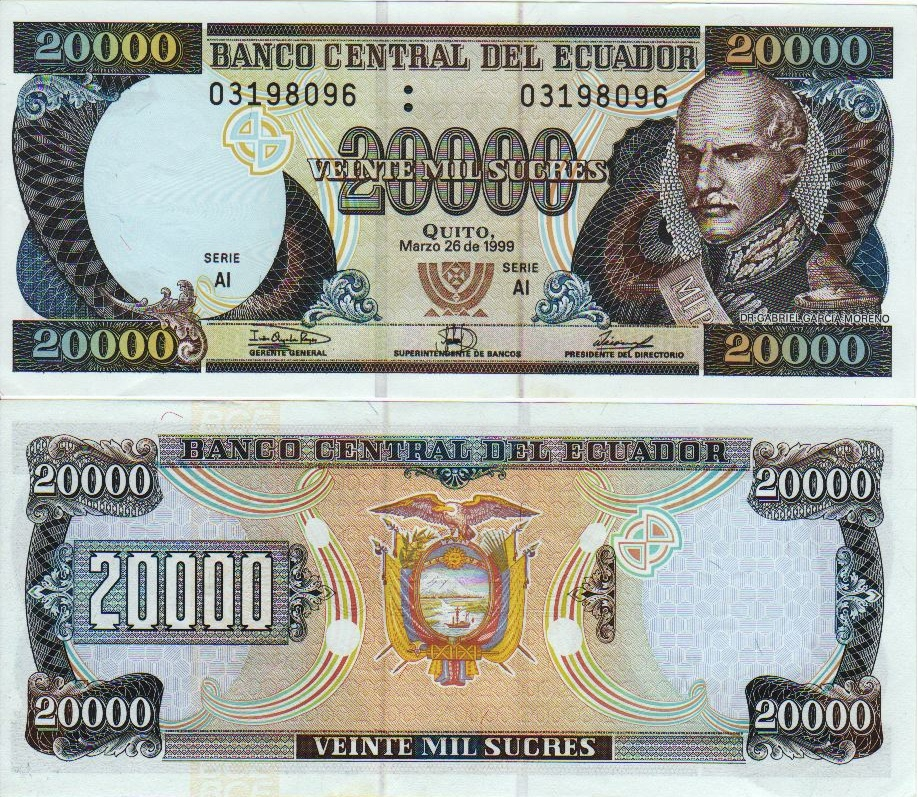
20.000 Sucre-Banknote

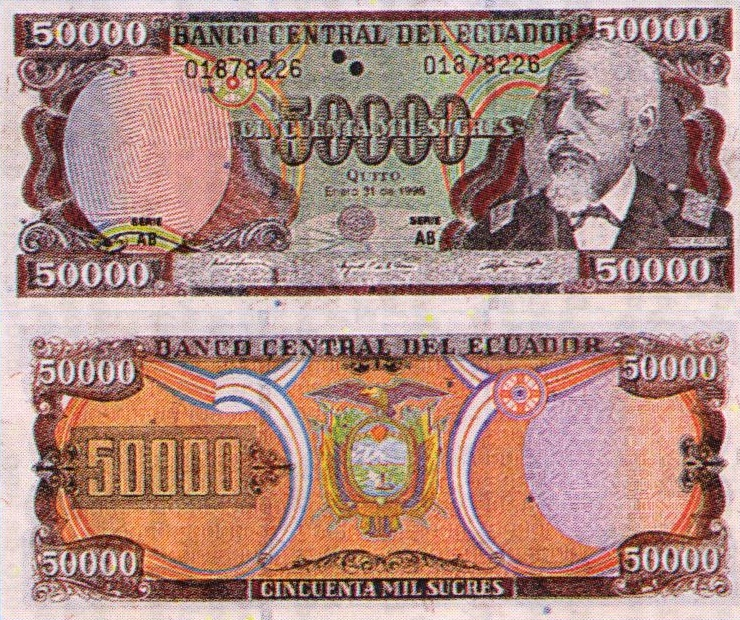
Der größte jemals gedruckte Sucre-Schein, Ende 1999 gerade noch zwei Dollar wert

Nach mehreren wirtschaftlichen Schocks (Krieg mit Peru 1995, El Niño 1997, Russland- und Asienkrise 1997/98) sowie einem historischen Tiefstand des Ölpreises beliefen sich die Auslandsschulden des Landes 1998 auf 13 Mrd. Dollar. 1998 entwickelte sich in Ecuador eine Banken- und Währungskrise. Mehrere Banken gingen bankrott, die Zentralbank erhöhte die Geldmenge, um das Bankensystem zu stützen, worauf der Ecuadorianische Sucre stark abwertete. Durch Devisenmarktinterventionen – die die Abwertung nur wenig bremsen konnten – verlor die Zentralbank zusehends ihre Devisenreserven. Für zwei Jahre versank Ecuador in ökonomischem Chaos. Die Inflation betrug 1999 mehr als 60 % und 2000 beinahe 100 %. Der Sucre wertete weiter ab – 30 % 1998 und nochmals 67 % im Jahr darauf. Der ecuadorianische Staat verlor Zugang zum internationalen Kreditmarkt und im Inland wurden die Bankkonten eingefroren, um das Bankensystem zu stützen. Die Zentralbank hatte die Kontrolle über alle geldpolitischen Größen verloren – Inflation, Wechselkurs und Geldmenge. Angeblich emigrierten allein zwischen 1998 und 2000 etwa 200.000 Ecuadorianer. The Economist bezeichnete das Land im Jahr 2000 als das „instabilste Lateinamerikas“. De facto war der US-Dollar längst wichtigstes Zahlungsmittel geworden.

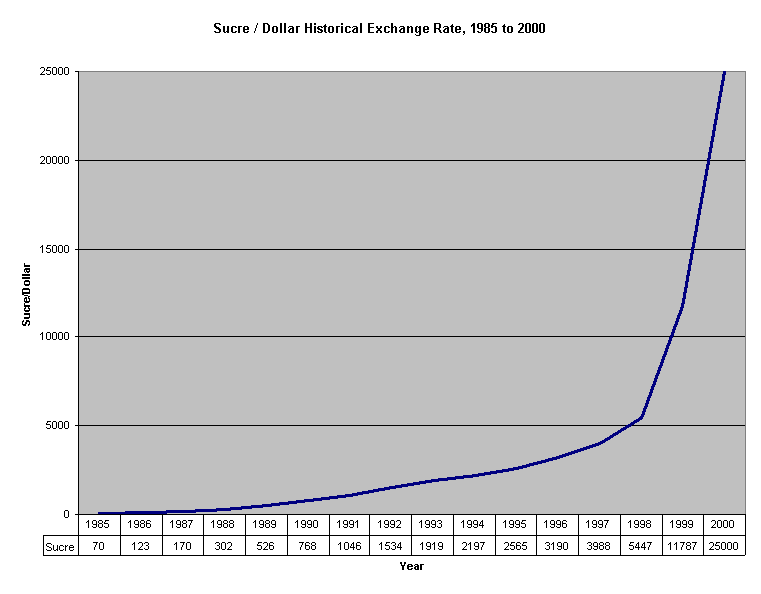
Sucre-Dollar Wechselkurs 1985–2000

Am 9. Januar 2000 kündigte Präsident Jamil Mahuad daher an, die Ecuadorianische Währung Sucre abzuschaffen und den US-Dollar als offizielles Zahlungsmittel des Landes einzuführen. 22 Tage später wurde er auf Druck von Militärs und Indigenenverbänden wie der CONAIE, nicht zuletzt aufgrund dieser Entscheidung gestürzt und durch seinen Vize Gustavo Noboa ersetzt. Die Entscheidung zur Dollarisierung Ecuadors wurde jedoch beibehalten.
Dollarisierung – die Übernahme einer fremden Währung als offizielles Zahlungsmittel – bedeutet das Ende jeglicher Geldpolitik, das heißt, das Geldangebot und damit das Zinsniveau kann nicht mehr von der Politik bzw. der Nationalbank gesteuert werden. Als einzige makroökonomische Politik bleibt Fiskalpolitik. Außerdem verliert das Land die Seigniorage aus der Ausgabe von Bargeld. Des Weiteren fällt eine Abwertung als mögliche Reaktion auf exogene Schocks weg. Im Gegenzug erhält das Land eine stabile Währung und der Schwarzmarkt mit Parallelwechselkursen für die heimische Währung wird eliminiert.
Die relevanten internationalen Organisationen, Internationaler Währungsfonds, Interamerikanische Entwicklungsbank und Weltbank, befürworteten die Dollarisierung, in deren Folge sich auch die Inflation deutlich stabilisierte (5,7 % 2002–06 und 2,6 % im Juli 2007) und das Bankensystem sich wieder erholt hat. Grund für letzteres ist aber nicht zuletzt eine moderat wachsende Wirtschaft aufgrund des hohen Ölpreises und höhere Überweisungen von im Ausland lebenden Ecuadorianern, die inzwischen nach dem Öl die wichtigste Devisenquelle des Landes sind. Durch die im Vergleich zu den USA höhere Inflation stieg der reale Wechselkurs allerdings, nachdem er 1998–2000 stark abgewertet wurde, in den letzten Jahren wieder auf das Niveau der 1990er Jahre. Insgesamt scheint sich die Inflation dabei langsam auf internationales Niveau einzustellen.

### Arbeitsmarkt
Etwa zwei bis drei Millionen Ecuadorianer leben als Arbeitsmigranten im Ausland, mehr als halb so viel wie die arbeitende Bevölkerung in Ecuador zählt. Die wichtigsten Ziele sind die USA, Spanien, Italien, die Benelux-Länder, Großbritannien, Kanada, Chile und die Schweiz. In Spanien leben etwa 800.000 Ecuadorianer und in spanischen Schulen bilden Ecuadorianer noch vor Marokkanern die größte Minderheit. Im US-Bundesstaat New York bilden 600.000 Ecuadorianer die größte lateinamerikanische Bevölkerungsgruppe.

### Mikrounternehmen
Einer umfangreichen Studie von USAid zufolge gibt es in Ecuador etwa 700.000 Mikrounternehmen, in denen mehr als eine Million Menschen arbeiten (andere Schätzungen betragen 950.000 bis 1,7 Millionen Menschen). Mehr als ein Drittel aller urbanen Unter- und Mittelschichtsfamilien führt ein Mikrounternehmen. Insgesamt erwirtschaftet der Sektor mehr als ein Viertel des BIP Ecuadors. Nur ein Viertel der Unternehmen sind registriert (besitzen ein RUC) und nur 15 % sind im Sozialversicherungssystem eingeschrieben. Frauen sind in diesem informellen Sektor deutlich überrepräsentiert. 55 % der Mikrounternehmen sind im Bereich Handel tätig, 26 % in Dienstleistungen und 19 % in der Produktion. Die Hälfte aller Händler verkauft Lebensmittel und Getränke. Weibliche Mikrounternehmer im Bereich Dienstleistungen haben insbesondere Restaurants (68 %) oder Friseursalone (17 %), Männer betreiben Bus- oder Taxiunternehmen (35 %), Kfz-Werkstätten (17 %) oder Restaurants (17 %). Frauen in der Produktion stellen meist Textilien her (52 %), Männer Möbel (24 %).
Anders als in zahlreichen anderen Ländern verkaufen Ecuadors Mikrounternehmer fast ausschließlich an Endkunden, lediglich 0,2 % der Mikrounternehmen produzieren für den Export. Das impliziert eine wenig elastische Nachfrage und schnelle Marktsättigung.

### Erdölsektor

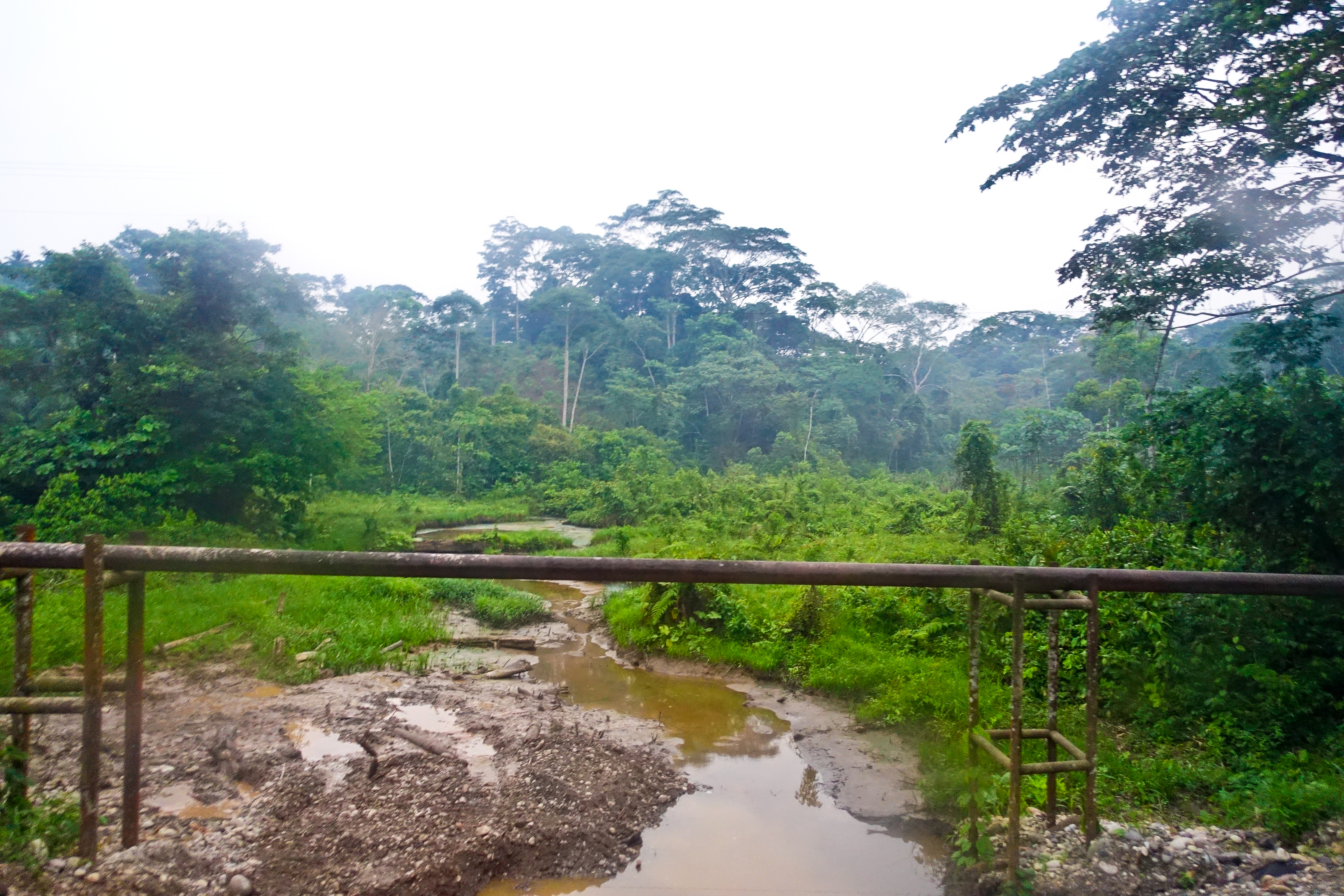
Pipeline nahe Lago Agrio

1967 wurde von einem US-amerikanischen Konsortium im Oriente Erdöl gefunden. Seitdem fünf Jahre später eine Pipeline zum Pazifik fertiggestellt wurde, ist Ecuador ein wichtiger Erdölproduzent. Ecuador produziert 509.000 Fass Erdöl am Tag (25 Millionen Tonnen pro Jahr). Damit produziert es etwa 0,6 % der Weltproduktion und liegt weltweit an 30. und in Südamerika nach Venezuela, Brasilien und Argentinien an vierter Stelle. Ecuador verbraucht etwa 160.000 Fass am Tag und exportiert damit fast 70 % seiner Produktion. Die gesicherten Reserven betragen 4,5 Milliarden Fass, die theoretische Förderreichweite damit etwa 25 Jahre. Gemessen an den Reserven belegt Ecuador den 25. Platz weltweit und den dritten in Südamerika (noch vor Argentinien). Ecuador war bis Januar 2020 Mitglied der Organisation erdölexportierender Länder.
Das Erdöl wird über zwei Pipelinesysteme zum Pazifik transportiert, die insgesamt 3346 km lang sind. Die erste Pipeline (Sistema de Oleoductos Trans-ecuatoriano de Petroecuador, SOTE) wurde 1972 eingeweiht und endet am Erdölhafen Puerto Balao bei Esmeraldas. Sie verläuft von Nueva Loja über den Paso de Papallacta vorbei an Quito nach Esmeraldas und hat eine Kapazität von 400.000 bpd. 1987 war die Pipeline wegen eines Erdbebenschadens mehr als sechs Monate außer Betrieb. Die zweite wichtige Pipeline Oleoducto de Crudos Pesados (OCP) wurde 2003 eingeweiht. Das OCP wurde von der WestLB mitfinanziert und steht in der Kritik von Umweltschützern. Es verläuft ebenfalls von Nueva Loja nach Esmeraldas, allerdings nicht die gesamte Zeit parallel zur SOTE. Die Kapazität des OCP beträgt 450.000 bpd, die Gesamtlänge beträgt 503 km. Außerdem wird in kleinerem Umfang das Oleoducto Transandino de Colombia (oder TransAndino) genutzt, das das Öl über Tumaco an den Pazifik bringt.
Im Mai 2006 kündigte die ecuadorianische Regierung einseitig die Förderverträge mit dem US-amerikanischen Unternehmen Occidental Petroleum, das den größten Förderanteil an den nationalen Vorkommen hatte und darüber hinaus der größte Auslandsinvestor in Ecuador war. Die Felder werden der staatlichen Extraktionsfirma Petroecuador überstellt.
Die Erdölförderung in Ecuador führt aber auch zu immer größeren Umweltbelastungen durch aus defekten Pipelines und anderen Leitungen austretendes Erdöl. Auch wird im Zusammenhang mit der Erdölförderung über zahlreiche Menschenrechtsverletzungen an den Ureinwohnern berichtet. Im Jahr 2005 wurden geheime Verträge der meisten Ölfirmen mit der ecuadorianischen Armee bekannt, in denen diese sich zu einer Schutzfunktion für die privaten Unternehmen verpflichtet haben und dazu, indigene Amazonas-Bewohner im Umkreis der Förderanlagen festzunehmen.
Es wurden Modellvorschläge diskutiert, die großen Erdölvorkommen unter dem artenreichen Regenwald des Yasuní-Nationalparks – ca. 900 Millionen Barrel Öl – gegen eine Ausgleichszahlung von Seiten der Staatengemeinschaft in Höhe der Hälfte der zu erwartenden Einnahmen – ca. 3,5 Mrd. US-Dollar – im Boden zu belassen, damit Flora wie Fauna unversehrt bleiben können. Das Geld, verwaltet von einem Treuhandfonds, sollte in Klimaschutz und erneuerbare Energien investiert werden. Präsident Rafael Correa musste die Initiative 2013 für gescheitert erklären, denn es kam nicht einmal ein Bruchteil des Ausgleichsbetrages zusammen. Noch im gleichen Jahr darauf beschloss das Parlament die Freigabe der Erdölförderung.

### Blumenproduktion
Seit Ende der 1980er-Jahre werden in Ecuador in großem Stil Schnittblumen für den Export angebaut. Heute ist Ecuador nach den Niederlanden, Kolumbien und Kenia weltweit der viertgrößte Exporteur. Nach Erdöl, Bananen, Fischereiprodukten, Metallwaren und Garnelen sind Blumen Ecuadors sechstwichtigstes Exportgut. Seit Ende der 1960er-Jahre in Kolumbien eine Blumenindustrie entstand, ist der Weltmarkt für Blumen heute weitgehend globalisiert. Mehr als 60 Länder exportieren Schnittblumen. Nachdem 2002 der Exportanteil von Schnittblumen bereits 6 % betragen hatte und Blumen nach Öl und Bananen auf Platz drei der Exporte standen, ist er heute wieder auf 3 % gesunken. 2006 wurden 114.000 Tonnen Blumen für 400 Mio. Dollar exportiert. Den mit Abstand wichtigsten Produktionsanteil haben Rosen, die etwa drei Viertel aller Exporte ausmachen. 70 % aller Exporte gehen in die USA – dort kommen 70 % aller Schnittblumen aus Südamerika, davon fast die Hälfte aus Ecuador, der Rest fast ausschließlich aus Kolumbien. Auch für Russland, wo vor allem die außergewöhnlich langstieligen Rosen sehr geschätzt sind, Japan und zahlreiche Länder im nahen Osten ist Ecuador der wichtigste Blumenlieferant, nicht aber für Europa. Der Export erfolgt ausschließlich per Flugzeug über den Flughafen Quito.
Die Blumenproduktion in Ecuador basiert auf den günstigen Produktionsfaktoren Land, Wasser und Arbeit, vor allem aber auf der für den Blumenanbau perfekten Kombination der Äquatorsonne und dem besonderen Klima des Andenhochlandes, sowie der vielfältigen Topographie, die perfekt abgestimmte Bedingungen für jede Blumensorte erlauben. Hauptanbaugebiete sind dort der Norden der Provinz Pichincha um die Stadt Cayambe sowie die Provinzen Cotopaxi, Tungurahua und Chimborazo. Die Produktion ist sehr arbeits-, kapital- und technologieintensiv. Die Blumen werden in Folien-Gewächshäusern mit zum Teil aufwändigen Bewässerungsanlagen und viel Einsatz von Pestiziden, Kunstdüngern und Fungiziden produziert. Pro Hektar Anbaufläche werden etwa 10 Arbeitskräfte benötigt. Angebaut werden die Blumen von etwa 400 ecuadorianischen hacendados oder internationalen Firmen, viele davon aus Kolumbien. Eine typische Plantage hat etwa 25–50 ha und 250–500 Arbeitskräfte.
Die Arbeitsbedingungen in einem Teil der Plantagen sind noch immer schlecht, die Belastung mit Chemikalien extrem hoch und die Arbeitszeiten lang und flexibel. Gewerkschaften werden nicht zugelassen. Die Bezahlung nach einem Akkord-System sorgt für extrem unsolidarische Arbeitsbedingungen. Kinderarbeit ist dagegen kaum vorzufinden.

### Außenhandel
Der Export Ecuadors basiert vor allem auf Erdöl. Im Jahre 2006 wurden Waren im Wert von insgesamt 12,7 Mrd. US$ (FOB) exportiert. Davon waren 6,6 Mrd. $ Rohöl, 1,2 Mrd. $ Bananen, 0,7 Mrd. $ Fischereiprodukte, 0,6 Mrd. $ Erdölderivate, 0,6 Mrd. $ Shrimps, 0,6 Mrd. $ Metalle und Maschinen, 0,4 Mrd. $ Schnittblumen, 0,2 Mrd. $ Kakao und 0,1 Mrd. $ Kaffee. Der Erdölsektor macht damit 59 % aller Exporte aus. Von den traditionellen Exporten, Bananen, Kakao und Kaffee, spielen nur noch die ersten eine wichtige Rolle. Nicht-traditionelle Exporte wie Metallwaren, Shrimps und Schnittblumen sind zwar seit den 1980er Jahren stark angewachsen, jedoch gegenüber den Erdöleinnahmen immer noch weitgehend bedeutungslos. Die wichtigsten Märkte sind die USA (54 %), Peru (9 %), Kolumbien (5 %) und Chile (4 %).
Da Ecuador keine ausreichenden Raffineriekapazitäten besitzt, muss es Erdölderivate wie Benzin und Diesel einführen. Diese machten 2006 fast ein Fünftel aller Importe aus. Die wichtigsten Lieferanten sind die USA (25 %), Kolumbien (15 %), Venezuela (8 %) und Brasilien (7 %).
Mit einem Weltmarktanteil von 75 Prozent ist Ecuador mit Abstand der größte Exporteur von Balsaholz.
Ecuador erlebte zwischen 1989 und 1994 eine Periode radikaler Handelsliberalisierung. Unter Präsident Rodrigo Borja wurde der durchschnittliche Zollsatz von über 40 % auf unter 12 % gesenkt. Der maximale Zollsatz fiel von 290 % auf 20 % (nur Autos, insbesondere Gebrauchtwagen, wurden höher verzollt). Des Weiteren wurden zahlreiche nicht-tarifäre Handelshemmnisse beseitigt, der Sucre drastisch abgewertet und ausländische Direktinvestitionen erleichtert. Unter Borjas Nachfolger Sixto Durán Ballén trat Ecuador in den Andenpakt und die WTO ein.
Ecuador ist Mitglied der International Cocoa Organization.

### Tourismus

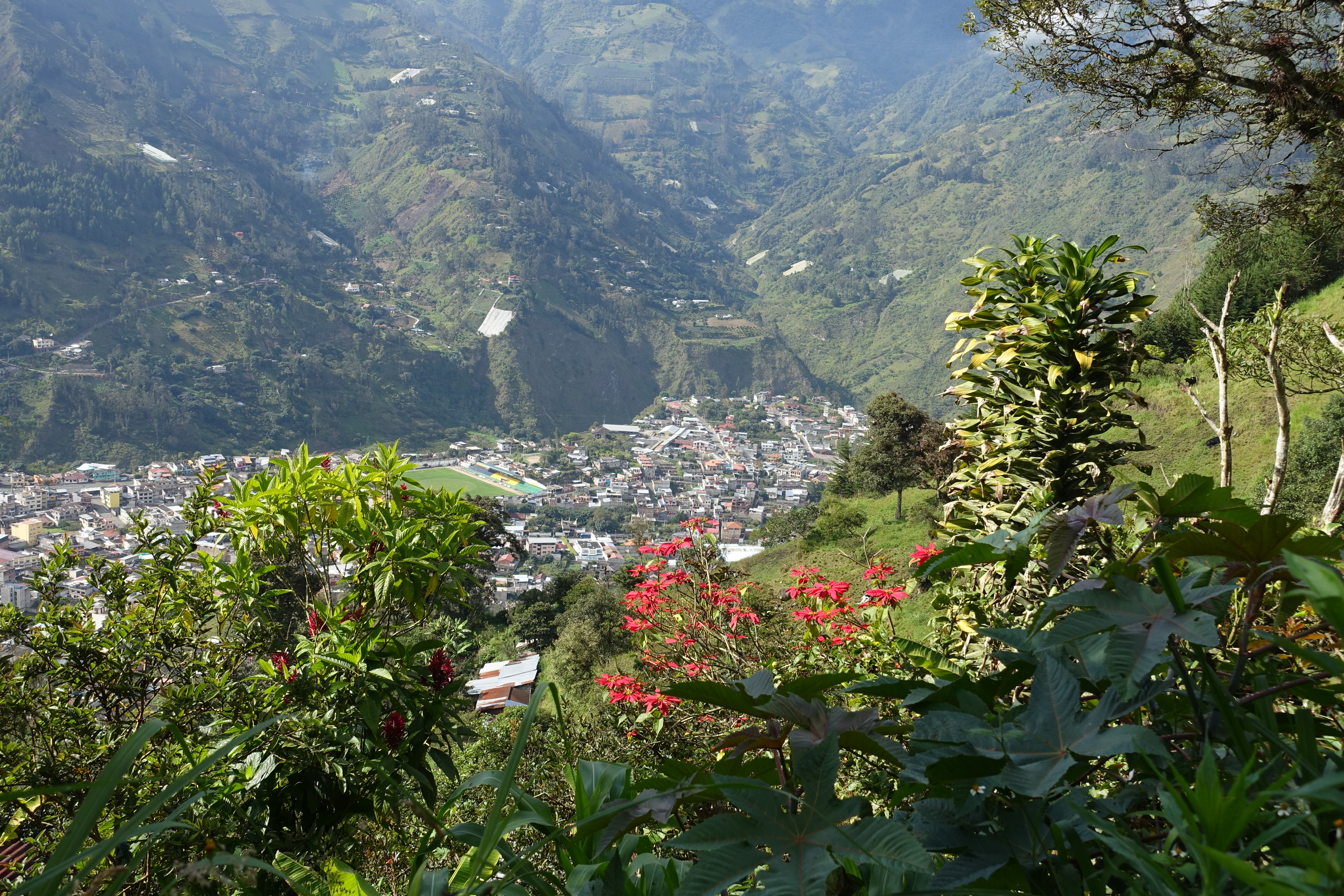
Einer der beliebtesten Touristenorte in der Sierra ist Baños de Agua Santa

Der Tourismus entwickelte sich zu einem wichtigen Wirtschaftszweig, da Ecuador als eines der Länder mit der höchsten Biodiversität der Welt gilt. Ecuador bietet darüber hinaus eine Vielfalt an Landschaften, die ihresgleichen sucht. Tourismusziele waren traditionell die Galapagosinseln, die Sierra als zentrales Hochland mit der die „Straße der Vulkane“, sowie die Täler, welche in den tropischen Regenwald führen wie bei der Stadt Baños in den Wolkenwäldern des Anden-Osthanges. In der Sierra wurde das koloniale Zentrum der Hauptstadt Quito als erster Ort überhaupt in das UNESCO-Weltkulturerbe aufgenommen.

### Staatshaushalt
Der Staatshaushalt umfasste 2016 Ausgaben von 34,9 Mrd. US-Dollar, dem standen Einnahmen von 30,9 Mrd. US-Dollar gegenüber. Daraus ergibt sich ein Haushaltsdefizit in Höhe von 4,0 % des BIP.

Die Staatsverschuldung betrug 2016 28,6 Mrd. US-Dollar oder 29,2 % des BIP.
2020 betrug der Anteil der Staatsausgaben (in % des BIP) folgender Bereiche:
- Gesundheit: 8,5 %
- Bildung: 3,7 % (2021)
- Militär: 2,0 % (2023)

## Infrastruktur

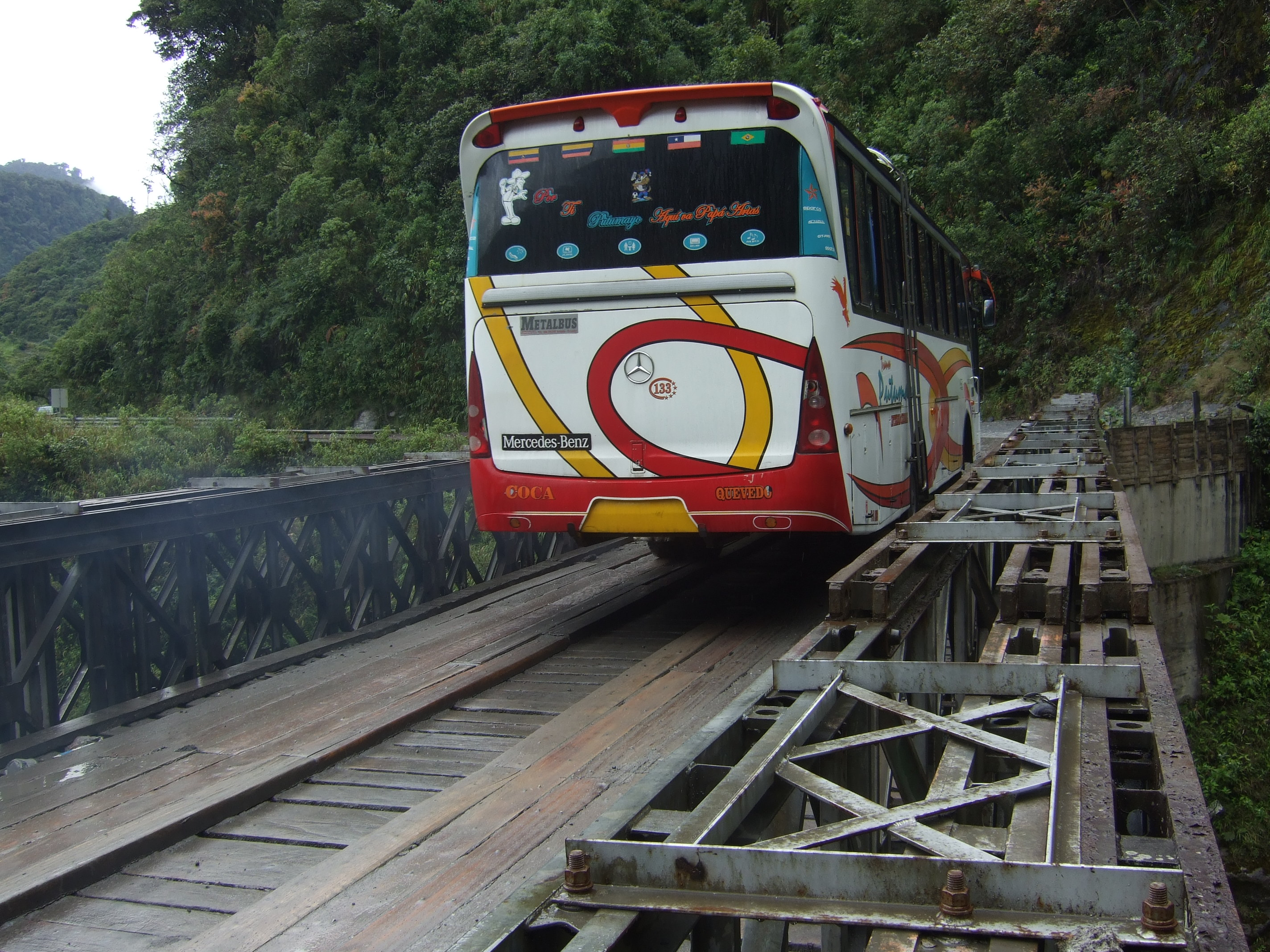
Die einfache Brücke der Passstraße bei Papallacta zwischen Quito und Tena wurde unnötig und wird wie vielerorts auf ausgebauten Straßen umfahren

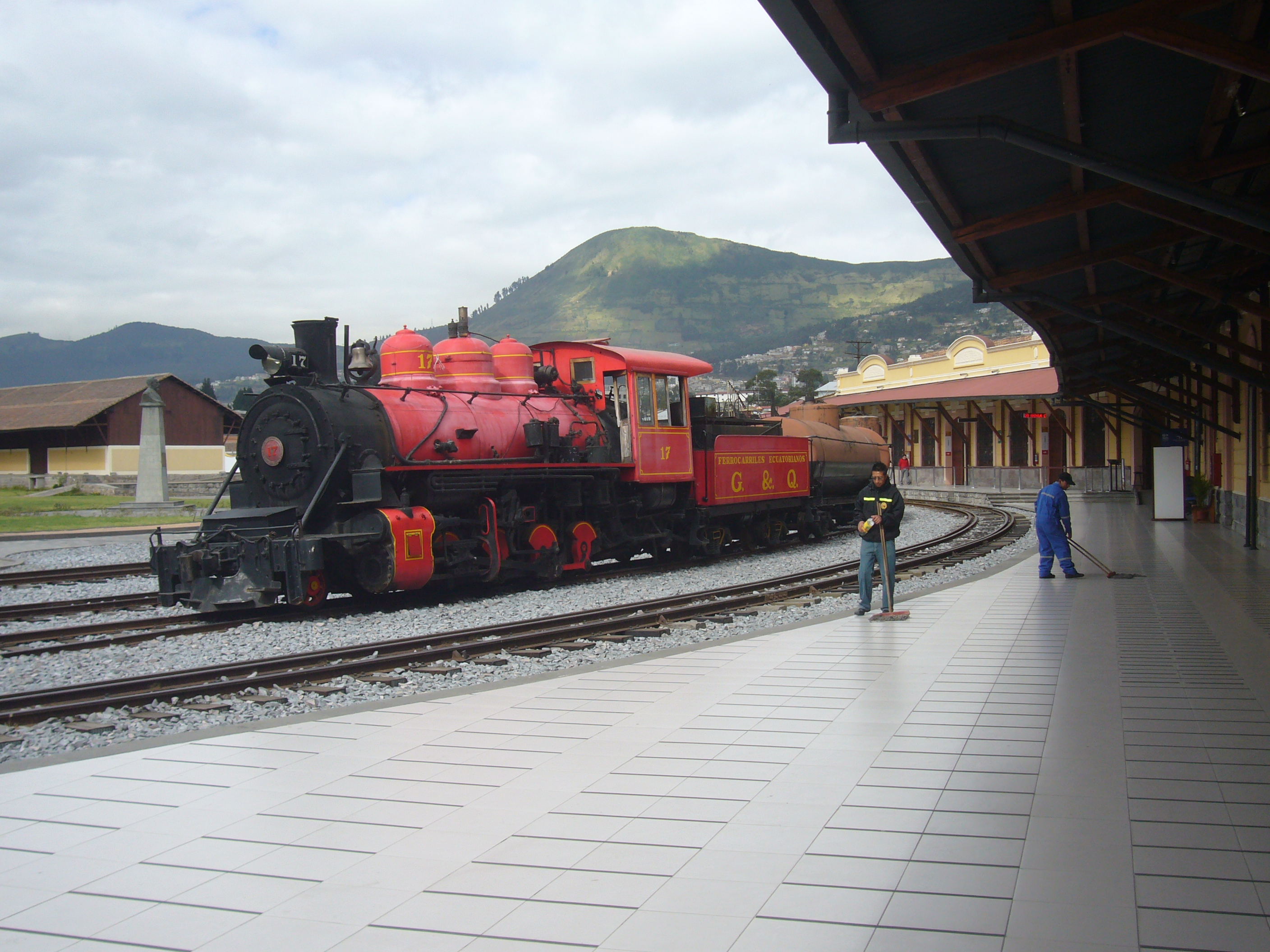
Am herausgeputzten Bahnhof von Quito verkehrten nur wenige Züge täglich

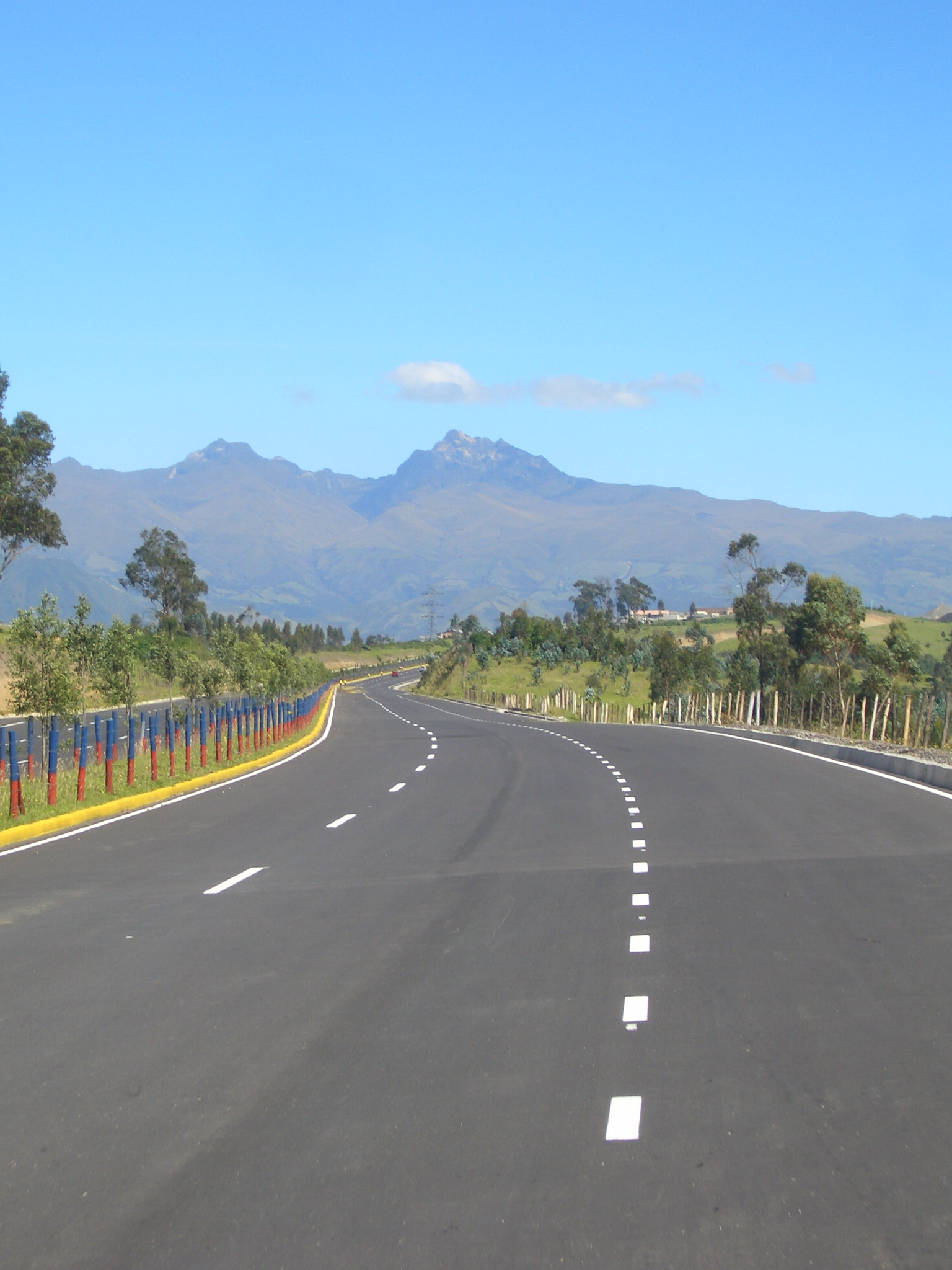
Ein neuer Abschnitt der Stadtautobahn Oriental in Quito (2007)

Historisch waren die beiden wichtigsten Landesteile Costa und Sierra aufgrund ihrer schwierigen Topographie und der sehr schlechten Infrastruktur weitgehend voneinander isoliert. Selbst innerhalb der Sierra waren Handel und Kommunikation zwischen den verschiedenen Talkesseln mit großen Schwierigkeiten verbunden. Noch zu Beginn des 20. Jahrhunderts wurde Guayaquil mit Mais und Kartoffeln aus Peru und Kolumbien versorgt, und Importwaren für Quito wurden per Träger und Maultier angeliefert. Noch 1920 dauerte die 220 Kilometer lange Reise von Quito bis zur Grenzstadt Tulcán (an der kolumbianischen Grenze) fünf Tage.
Erst 1908 wurde während der Amtszeit des Präsidenten Eloy Alfaro die erste Eisenbahn zwischen den beiden Zentren fertiggestellt. Während die Eisenbahntrassen von San Lorenzo im Norden bis Loja im Süden und die Stichstrecke nach Guayaquil bereits zu Beginn des 20. Jahrhunderts fertig gestellt wurden, gab und gibt es bis heute keine Schienenverbindung nach Peru, nach Kolumbien oder in den Oriente. Durch El Niño wurde 1998 die wichtigste Strecke zwischen Guayaquil und Quito stark beschädigt, so dass sie 15 Jahre lang nicht mehr vollständig befahren werden konnte. Vom gesamten 965 Kilometer langen Streckennetz waren nur noch einige Abschnitte für Touristen in Betrieb. Unter Präsident Rafael Correa wurde das gesamte Netz ab 2009 wieder hergerichtet und die bisher privatrechtliche organisierte Eisenbahn in die öffentliche Ferrocarriles del Ecuador Empresa Publica (FEEP) überführt. Nachdem die Strecken abschnittsweise wieder instand gesetzt wurden, konnte im Januar 2013 auf der von Guayaquil ausgehenden Hauptstrecke der Betrieb wieder durchgehend aufgenommen werden – wenn auch bloß für Personen-, das heißt, touristische Züge.
Wie in Südamerika üblich, wird der Personenfernverkehr weitgehend durch Busse abgewickelt, jedoch im Gegensatz zu den anderen Ländern vorwiegend mit Tageskursen, was für das Reiseerlebnis (und die gefühlte Sicherheit) einen maßgeblichen Unterschied darstellt. Die Busse sind der Lebensnerv des Landes und verkehren auch in den entlegensten Landesteilen regelmäßig. Sie sind zudem das Einzige, was sich seit der Einführung des Dollars als Landeswährung nicht verteuert hat; pro Stunde Fahrt im Bus ist mit einem Dollar Fahrpreis zu rechnen.
Das moderne Straßensystem wurde in einer ersten Welle ab den 1960er-Jahren errichtet. Die wichtigsten Straßen sind Tulcán–Macará (E35, Panamericana), Riobamba–Huaquillas (Panamericana), Guayaquil–Riobamba, Quito–Santo Domingo und Guayaquil–Santo Domingo–Esmeraldas. Die alte Straße Guayaquil–Guaranda–Quito wird nur noch wenig genutzt. Insgesamt waren nach dem ersten Ausbau nur 8000 km von 43.000 Kilometer Straßen befestigt.
Es gibt zwei internationale Flughäfen, den Aeropuerto Internacional Mariscal Sucre im Tumbaco-Tal nahe Quito und den Aeropuerto Internacional José Joaquín de Olmedo in Guayaquil. Neben dem Personentransport spielt am Flughafen Quito auch der Export von Schnittblumen eine große Rolle. Im ganzen Land gibt es darüber hinaus eine Reihe von Regionalflughäfen und zahlreiche einfache Landepisten.
Ecuador produziert etwa 11 Milliarden Kilowattstunden Elektrizität pro Jahr. Fast zwei Drittel davon stammen aus Wasserkraftanlagen, der Rest aus Ölkraftwerken. Das geschätzte Potential an Wasserkraft beträgt 100.000 Megawatt (MW), genutzt werden 1720 MW. Die wichtigsten Kraftwerke sind das Werk Amaluza-Talsperre am Río Paute (Wasserkraft, 1100 MW, etwa 60 % der Stromproduktion aus Wasserkraft), Daule Peripa (Wasser, 210 MW), Zevallos (Vap/Gas, 175 MW) und Agoyán (Wasser, 156 MW). Ecuador importiert auch Strom aus Kolumbien.
Der Erdölexport wird über zwei transandine Pipelines abgewickelt. Die Verschiffung erfolgt in der Provinz Esmeraldas im Norden. Die wichtigsten Häfen befinden sich in Guayaquil (Übersee), Manta (Fischerei) und Machala (Bananen).

## Kultur

### Malerei

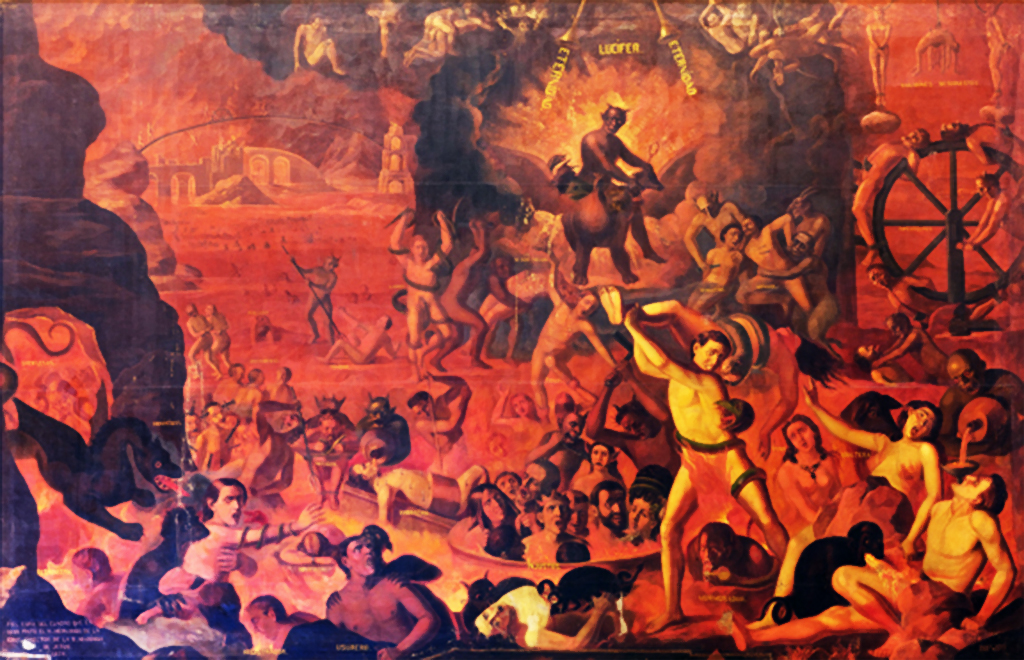
Hernando de la Cruz: Inferno (1620). Öl auf Leinwand, Jesuitenkirche in Quito

Hernando de la Cruz (1592–1646), ein in Panama geborener Künstler der Gegenreformation, schmückte verschiedene Gebäude in Quito. Eduardo Kingman stellte in seinem Werk das ländliche Leben der indigenen Bevölkerung dar. Der wichtigste bildende Künstler des 20. Jahrhunderts war Oswaldo Guayasamín.

### Medien
Bis zum 28. November 2007 bestand die Fernsehlandschaft Ecuadors ausnahmslos aus privaten Fernsehstationen, die auch heute noch die bei weitem bekanntesten und meistgesehenen sind. Der bekannteste nationale Fernsehsender ist Ecuavisa, das auch einen internationalen Kanal unterhält, der vor allem in Kabelnetze der USA eingespeist wird.

Logo von Ecuador TV

Am 28. November 2007 nahm Ecuador TV, der erste staatliche Fernsehsender des Landes, seinen Sendebetrieb auf.
Die größten Zeitungen des Landes sind El Universo in Guayaquil und El Comercio in Quito.
Das Mediengesetz des Landes, das 2013 unter Präsident Rafael Correa verabschiedet wurde, gilt als das repressivste in Südamerika. Es untersagt die Publikation von nicht verifizierbaren Informationen.
Im Jahr 2023 nutzten 72,7 Prozent der Einwohner Ecuadors das Internet.

### Sport

Das Logo des ecuadorianischen Fußballverbandes

Der nationale Fußballverband des Landes ist die Federación Ecuatoriana de Fútbol und die ecuadorianische Fußballnationalmannschaft der Herren deren bedeutendster sportlicher Vertreter. Die Herren-Nationalmannschaft konnte sich für die Weltmeisterschaften 2002, 2006, 2014 und 2022 qualifizieren. Im Jahr 2006 erreichte die Mannschaft das Achtelfinale. Bei der Copa América, der kontinentalen Fußballmeisterschaft, erreichte die ecuadorianische Fußballnationalmannschaft in den Jahren 1959 und 1993 im eigenen Land jeweils Platz vier.
Die ecuadorianische Fußballnationalmannschaft der Frauen qualifizierte sich 2015 in Kanada zum bisher einzigen Mal für eine Weltmeisterschaft und schied in der Vorrunde aus. Als beste Ergebnisse bei der Copa América der Frauen stehen ein dritter Platz 2014 und ein vierter Platz 1998 zu Buche.
Die bekanntesten Fußballmannschaften in der Serie A, der höchsten Fußballliga des Landes, sind LDU Quito, die bisher als einziger ecuadorianischer Verein die Copa Libertadores gewinnen konnte, sowie CD El Nacional, Barcelona SC Guayaquil, CS Emelec und Deportivo Quito.
Bis 2021 hatte Ecuador nur einen Olympiasieger, Jefferson Pérez, der bei den Olympischen Sommerspielen 1996 in Atlanta das 20-km-Gehen gewann und bei den Spielen in Peking 2008 eine Silbermedaille holte. Insofern waren die Olympischen Spiele in Tokio 2020 für Ecuador mit drei weiteren Medaillen historisch: Richard Carapaz gewann die Goldmedaille im Straßenradsport. Neisi Dajomes holte die zweite Goldmedaille in der Disziplin Gewichtheben Halbschwergewicht und Tamara Salazar gewann in derselben Disziplin im Schwergewicht eine Silbermedaille. In Peking 2024 gab es fünf weitere Medaillen für Ecuador, darunter eine Goldmedaille für den Geher Brian Pintado.
Special Olympics Ecuador nahm mehrmals an Special Olympics Weltspielen teil.
Seit 2015 erlangte der aus General Villamil stammende BMX-Sportler Jonathan Camacho durch seine anhaltenden Erfolge zusehends internationale Bekanntheit. Er wird heute zu den weltweit besten BMX-Fahren im Freestyle gezählt. Im Jahr 2019 gewann Richard Carapaz die Gesamtwertung des Giro d’Italia und stand mit einem zweiten Platz bei der Vuelta a España 2020 sowie einem dritten Rang bei der Tour de France 2021 auch bei den anderen beiden Grand Tours des Straßenradsports auf dem Podium.

### Feiertage
| Datum        | Spanischer Name                     | Deutscher Name                                          |
| ------------ | ----------------------------------- | ------------------------------------------------------- |
| 1. Januar    | Año Nuevo                           | Neujahr                                                 |
| Februar      | Carnaval                            | Karneval                                                |
| März–April   | Jueves Santo                        | Gründonnerstag                                          |
| März–April   | Viernes Santo                       | Karfreitag                                              |
| 1. Mai       | Día del Trabajo                     | Tag der Arbeit                                          |
| 24. Mai      | Batalla de Pichincha                | Schlacht am Pichincha (1822)                            |
| 24. Juli     | Nacimiento de Simon Bolivar         | Geburtstag von Simon Bolivar                            |
| 25. Juli     | Fundación de Guayaquil              | Gründung Guayaquils                                     |
| 10. August   | El primer grito de la Independencia | „Erste Ausrufung der Unabhängigkeit“ (1808/09 in Quito) |
| 9. Oktober   | Independencia de Guayaquil          | Unabhängigkeit Guayaquils                               |
| 2. November  | Día de los Difuntos                 | Allerseelen                                             |
| 3. November  | Independencia de Cuenca             | Unabhängigkeit von Cuenca                               |
| 6. Dezember  | Fundación Quito (Conquista)         | Spanische (Neu)Gründung Quitos                          |
| 25. Dezember | Navidad                             | Weihnachten                                             |
| 31. Dezember | Año viejo (Noche Vieja)             | Silvester                                               |